# 1909
Portal Geschichte | Portal Biografien | Aktuelle Ereignisse | Jahreskalender | Tagesartikel

◄ |
19. Jahrhundert |
20. Jahrhundert
| 21. Jahrhundert

◄ |
1870er |
1880er |
1890er |
1900er
| 1910er | 1920er | 1930er | ►

◄◄ |
◄ |
1905 |
1906 |
1907 |
1908 |
1909
| 1910 | 1911 | 1912 | 1913 | ► | ►►
Staatsoberhäupter · Wahlen · Nekrolog  · Literaturjahr · Musikjahr · Filmjahr  · Sportjahr
| Januar | Januar | Januar | Januar | Januar | Januar | Januar | Januar |
| Kw     | Mo     | Di     | Mi     | Do     | Fr     | Sa     | So     |
| ------ | ------ | ------ | ------ | ------ | ------ | ------ | ------ |
| 53     |        |        |        |        | 1      | 2      | 3      |
| 1      | 4      | 5      | 6      | 7      | 8      | 9      | 10     |
| 2      | 11     | 12     | 13     | 14     | 15     | 16     | 17     |
| 3      | 18     | 19     | 20     | 21     | 22     | 23     | 24     |
| 4      | 25     | 26     | 27     | 28     | 29     | 30     | 31     |

| Februar | Februar | Februar | Februar | Februar | Februar | Februar | Februar |
| Kw      | Mo      | Di      | Mi      | Do      | Fr      | Sa      | So      |
| ------- | ------- | ------- | ------- | ------- | ------- | ------- | ------- |
| 5       | 1       | 2       | 3       | 4       | 5       | 6       | 7       |
| 6       | 8       | 9       | 10      | 11      | 12      | 13      | 14      |
| 7       | 15      | 16      | 17      | 18      | 19      | 20      | 21      |
| 8       | 22      | 23      | 24      | 25      | 26      | 27      | 28      |

| März | März | März | März | März | März | März | März |
| Kw   | Mo   | Di   | Mi   | Do   | Fr   | Sa   | So   |
| ---- | ---- | ---- | ---- | ---- | ---- | ---- | ---- |
| 9    | 1    | 2    | 3    | 4    | 5    | 6    | 7    |
| 10   | 8    | 9    | 10   | 11   | 12   | 13   | 14   |
| 11   | 15   | 16   | 17   | 18   | 19   | 20   | 21   |
| 12   | 22   | 23   | 24   | 25   | 26   | 27   | 28   |
| 13   | 29   | 30   | 31   |      |      |      |      |

| April | April | April | April | April | April | April | April |
| Kw    | Mo    | Di    | Mi    | Do    | Fr    | Sa    | So    |
| ----- | ----- | ----- | ----- | ----- | ----- | ----- | ----- |
| 13    |       |       |       | 1     | 2     | 3     | 4     |
| 14    | 5     | 6     | 7     | 8     | 9     | 10    | 11    |
| 15    | 12    | 13    | 14    | 15    | 16    | 17    | 18    |
| 16    | 19    | 20    | 21    | 22    | 23    | 24    | 25    |
| 17    | 26    | 27    | 28    | 29    | 30    |       |       |

| Mai | Mai | Mai | Mai | Mai | Mai | Mai | Mai |
| Kw  | Mo  | Di  | Mi  | Do  | Fr  | Sa  | So  |
| --- | --- | --- | --- | --- | --- | --- | --- |
| 17  |     |     |     |     |     | 1   | 2   |
| 18  | 3   | 4   | 5   | 6   | 7   | 8   | 9   |
| 19  | 10  | 11  | 12  | 13  | 14  | 15  | 16  |
| 20  | 17  | 18  | 19  | 20  | 21  | 22  | 23  |
| 21  | 24  | 25  | 26  | 27  | 28  | 29  | 30  |
| 22  | 31  |     |     |     |     |     |     |

| Juni | Juni | Juni | Juni | Juni | Juni | Juni | Juni |
| Kw   | Mo   | Di   | Mi   | Do   | Fr   | Sa   | So   |
| ---- | ---- | ---- | ---- | ---- | ---- | ---- | ---- |
| 22   |      | 1    | 2    | 3    | 4    | 5    | 6    |
| 23   | 7    | 8    | 9    | 10   | 11   | 12   | 13   |
| 24   | 14   | 15   | 16   | 17   | 18   | 19   | 20   |
| 25   | 21   | 22   | 23   | 24   | 25   | 26   | 27   |
| 26   | 28   | 29   | 30   |      |      |      |      |

| Juli | Juli | Juli | Juli | Juli | Juli | Juli | Juli |
| Kw   | Mo   | Di   | Mi   | Do   | Fr   | Sa   | So   |
| ---- | ---- | ---- | ---- | ---- | ---- | ---- | ---- |
| 26   |      |      |      | 1    | 2    | 3    | 4    |
| 27   | 5    | 6    | 7    | 8    | 9    | 10   | 11   |
| 28   | 12   | 13   | 14   | 15   | 16   | 17   | 18   |
| 29   | 19   | 20   | 21   | 22   | 23   | 24   | 25   |
| 30   | 26   | 27   | 28   | 29   | 30   | 31   |      |

| August | August | August | August | August | August | August | August |
| Kw     | Mo     | Di     | Mi     | Do     | Fr     | Sa     | So     |
| ------ | ------ | ------ | ------ | ------ | ------ | ------ | ------ |
| 30     |        |        |        |        |        |        | 1      |
| 31     | 2      | 3      | 4      | 5      | 6      | 7      | 8      |
| 32     | 9      | 10     | 11     | 12     | 13     | 14     | 15     |
| 33     | 16     | 17     | 18     | 19     | 20     | 21     | 22     |
| 34     | 23     | 24     | 25     | 26     | 27     | 28     | 29     |
| 35     | 30     | 31     |        |        |        |        |        |

| September | September | September | September | September | September | September | September |
| Kw        | Mo        | Di        | Mi        | Do        | Fr        | Sa        | So        |
| --------- | --------- | --------- | --------- | --------- | --------- | --------- | --------- |
| 35        |           |           | 1         | 2         | 3         | 4         | 5         |
| 36        | 6         | 7         | 8         | 9         | 10        | 11        | 12        |
| 37        | 13        | 14        | 15        | 16        | 17        | 18        | 19        |
| 38        | 20        | 21        | 22        | 23        | 24        | 25        | 26        |
| 39        | 27        | 28        | 29        | 30        |           |           |           |

| Oktober | Oktober | Oktober | Oktober | Oktober | Oktober | Oktober | Oktober |
| Kw      | Mo      | Di      | Mi      | Do      | Fr      | Sa      | So      |
| ------- | ------- | ------- | ------- | ------- | ------- | ------- | ------- |
| 39      |         |         |         |         | 1       | 2       | 3       |
| 40      | 4       | 5       | 6       | 7       | 8       | 9       | 10      |
| 41      | 11      | 12      | 13      | 14      | 15      | 16      | 17      |
| 42      | 18      | 19      | 20      | 21      | 22      | 23      | 24      |
| 43      | 25      | 26      | 27      | 28      | 29      | 30      | 31      |

| November | November | November | November | November | November | November | November |
| Kw       | Mo       | Di       | Mi       | Do       | Fr       | Sa       | So       |
| -------- | -------- | -------- | -------- | -------- | -------- | -------- | -------- |
| 44       | 1        | 2        | 3        | 4        | 5        | 6        | 7        |
| 45       | 8        | 9        | 10       | 11       | 12       | 13       | 14       |
| 46       | 15       | 16       | 17       | 18       | 19       | 20       | 21       |
| 47       | 22       | 23       | 24       | 25       | 26       | 27       | 28       |
| 48       | 29       | 30       |          |          |          |          |          |

| Dezember | Dezember | Dezember | Dezember | Dezember | Dezember | Dezember | Dezember |
| Kw       | Mo       | Di       | Mi       | Do       | Fr       | Sa       | So       |
| -------- | -------- | -------- | -------- | -------- | -------- | -------- | -------- |
| 48       |          |          | 1        | 2        | 3        | 4        | 5        |
| 49       | 6        | 7        | 8        | 9        | 10       | 11       | 12       |
| 50       | 13       | 14       | 15       | 16       | 17       | 18       | 19       |
| 51       | 20       | 21       | 22       | 23       | 24       | 25       | 26       |
| 52       | 27       | 28       | 29       | 30       | 31       |          |          |

| Januar | Januar | Januar | Januar | Januar | Januar | Januar | Januar |
| Kw     | Mo     | Di     | Mi     | Do     | Fr     | Sa     | So     |
| ------ | ------ | ------ | ------ | ------ | ------ | ------ | ------ |
| 53     |        |        |        |        | 1      | 2      | 3      |
| 1      | 4      | 5      | 6      | 7      | 8      | 9      | 10     |
| 2      | 11     | 12     | 13     | 14     | 15     | 16     | 17     |
| 3      | 18     | 19     | 20     | 21     | 22     | 23     | 24     |
| 4      | 25     | 26     | 27     | 28     | 29     | 30     | 31     |

| Februar | Februar | Februar | Februar | Februar | Februar | Februar | Februar |
| Kw      | Mo      | Di      | Mi      | Do      | Fr      | Sa      | So      |
| ------- | ------- | ------- | ------- | ------- | ------- | ------- | ------- |
| 5       | 1       | 2       | 3       | 4       | 5       | 6       | 7       |
| 6       | 8       | 9       | 10      | 11      | 12      | 13      | 14      |
| 7       | 15      | 16      | 17      | 18      | 19      | 20      | 21      |
| 8       | 22      | 23      | 24      | 25      | 26      | 27      | 28      |

| März | März | März | März | März | März | März | März |
| Kw   | Mo   | Di   | Mi   | Do   | Fr   | Sa   | So   |
| ---- | ---- | ---- | ---- | ---- | ---- | ---- | ---- |
| 9    | 1    | 2    | 3    | 4    | 5    | 6    | 7    |
| 10   | 8    | 9    | 10   | 11   | 12   | 13   | 14   |
| 11   | 15   | 16   | 17   | 18   | 19   | 20   | 21   |
| 12   | 22   | 23   | 24   | 25   | 26   | 27   | 28   |
| 13   | 29   | 30   | 31   |      |      |      |      |

| April | April | April | April | April | April | April | April |
| Kw    | Mo    | Di    | Mi    | Do    | Fr    | Sa    | So    |
| ----- | ----- | ----- | ----- | ----- | ----- | ----- | ----- |
| 13    |       |       |       | 1     | 2     | 3     | 4     |
| 14    | 5     | 6     | 7     | 8     | 9     | 10    | 11    |
| 15    | 12    | 13    | 14    | 15    | 16    | 17    | 18    |
| 16    | 19    | 20    | 21    | 22    | 23    | 24    | 25    |
| 17    | 26    | 27    | 28    | 29    | 30    |       |       |

| Mai | Mai | Mai | Mai | Mai | Mai | Mai | Mai |
| Kw  | Mo  | Di  | Mi  | Do  | Fr  | Sa  | So  |
| --- | --- | --- | --- | --- | --- | --- | --- |
| 17  |     |     |     |     |     | 1   | 2   |
| 18  | 3   | 4   | 5   | 6   | 7   | 8   | 9   |
| 19  | 10  | 11  | 12  | 13  | 14  | 15  | 16  |
| 20  | 17  | 18  | 19  | 20  | 21  | 22  | 23  |
| 21  | 24  | 25  | 26  | 27  | 28  | 29  | 30  |
| 22  | 31  |     |     |     |     |     |     |

| Juni | Juni | Juni | Juni | Juni | Juni | Juni | Juni |
| Kw   | Mo   | Di   | Mi   | Do   | Fr   | Sa   | So   |
| ---- | ---- | ---- | ---- | ---- | ---- | ---- | ---- |
| 22   |      | 1    | 2    | 3    | 4    | 5    | 6    |
| 23   | 7    | 8    | 9    | 10   | 11   | 12   | 13   |
| 24   | 14   | 15   | 16   | 17   | 18   | 19   | 20   |
| 25   | 21   | 22   | 23   | 24   | 25   | 26   | 27   |
| 26   | 28   | 29   | 30   |      |      |      |      |

| Juli | Juli | Juli | Juli | Juli | Juli | Juli | Juli |
| Kw   | Mo   | Di   | Mi   | Do   | Fr   | Sa   | So   |
| ---- | ---- | ---- | ---- | ---- | ---- | ---- | ---- |
| 26   |      |      |      | 1    | 2    | 3    | 4    |
| 27   | 5    | 6    | 7    | 8    | 9    | 10   | 11   |
| 28   | 12   | 13   | 14   | 15   | 16   | 17   | 18   |
| 29   | 19   | 20   | 21   | 22   | 23   | 24   | 25   |
| 30   | 26   | 27   | 28   | 29   | 30   | 31   |      |

| August | August | August | August | August | August | August | August |
| Kw     | Mo     | Di     | Mi     | Do     | Fr     | Sa     | So     |
| ------ | ------ | ------ | ------ | ------ | ------ | ------ | ------ |
| 30     |        |        |        |        |        |        | 1      |
| 31     | 2      | 3      | 4      | 5      | 6      | 7      | 8      |
| 32     | 9      | 10     | 11     | 12     | 13     | 14     | 15     |
| 33     | 16     | 17     | 18     | 19     | 20     | 21     | 22     |
| 34     | 23     | 24     | 25     | 26     | 27     | 28     | 29     |
| 35     | 30     | 31     |        |        |        |        |        |

| September | September | September | September | September | September | September | September |
| Kw        | Mo        | Di        | Mi        | Do        | Fr        | Sa        | So        |
| --------- | --------- | --------- | --------- | --------- | --------- | --------- | --------- |
| 35        |           |           | 1         | 2         | 3         | 4         | 5         |
| 36        | 6         | 7         | 8         | 9         | 10        | 11        | 12        |
| 37        | 13        | 14        | 15        | 16        | 17        | 18        | 19        |
| 38        | 20        | 21        | 22        | 23        | 24        | 25        | 26        |
| 39        | 27        | 28        | 29        | 30        |           |           |           |

| Oktober | Oktober | Oktober | Oktober | Oktober | Oktober | Oktober | Oktober |
| Kw      | Mo      | Di      | Mi      | Do      | Fr      | Sa      | So      |
| ------- | ------- | ------- | ------- | ------- | ------- | ------- | ------- |
| 39      |         |         |         |         | 1       | 2       | 3       |
| 40      | 4       | 5       | 6       | 7       | 8       | 9       | 10      |
| 41      | 11      | 12      | 13      | 14      | 15      | 16      | 17      |
| 42      | 18      | 19      | 20      | 21      | 22      | 23      | 24      |
| 43      | 25      | 26      | 27      | 28      | 29      | 30      | 31      |

| November | November | November | November | November | November | November | November |
| Kw       | Mo       | Di       | Mi       | Do       | Fr       | Sa       | So       |
| -------- | -------- | -------- | -------- | -------- | -------- | -------- | -------- |
| 44       | 1        | 2        | 3        | 4        | 5        | 6        | 7        |
| 45       | 8        | 9        | 10       | 11       | 12       | 13       | 14       |
| 46       | 15       | 16       | 17       | 18       | 19       | 20       | 21       |
| 47       | 22       | 23       | 24       | 25       | 26       | 27       | 28       |
| 48       | 29       | 30       |          |          |          |          |          |

| Dezember | Dezember | Dezember | Dezember | Dezember | Dezember | Dezember | Dezember |
| Kw       | Mo       | Di       | Mi       | Do       | Fr       | Sa       | So       |
| -------- | -------- | -------- | -------- | -------- | -------- | -------- | -------- |
| 48       |          |          | 1        | 2        | 3        | 4        | 5        |
| 49       | 6        | 7        | 8        | 9        | 10       | 11       | 12       |
| 50       | 13       | 14       | 15       | 16       | 17       | 18       | 19       |
| 51       | 20       | 21       | 22       | 23       | 24       | 25       | 26       |
| 52       | 27       | 28       | 29       | 30       | 31       |          |          |

## Ereignisse

### Politik und Weltgeschehen

#### Deutsches Reich
- Februar: Der britische König Eduard VII. ist zu Besuch in Berlin.
- Juli: Kaiser Wilhelm II. ernennt Theobald von Bethmann Hollweg zum Reichskanzler.
- 11. September: Der erste deutsche Richtertag findet in Nürnberg statt.
- Die Preußische Regierung verfügt den Inlandslegitimierungszwang zur Vermeidung einer vermeintlichen Polonisierung.
- Saarbrücken überschreitet die 100.000-Einwohner-Grenze und wird damit zur Großstadt.

#### Schweiz
- 1. Januar: Adolf Deucher wird zum vierten Mal Bundespräsident der Schweiz.

#### Balkan
- 10. März: Beilegung der Bosnischen Annexionskrise unter Brüskierung Russlands; Serbien demobilisiert seine Truppen.
- 24. Oktober: Balkanabkommen zwischen Russland und Italien

#### Osmanisches Reich

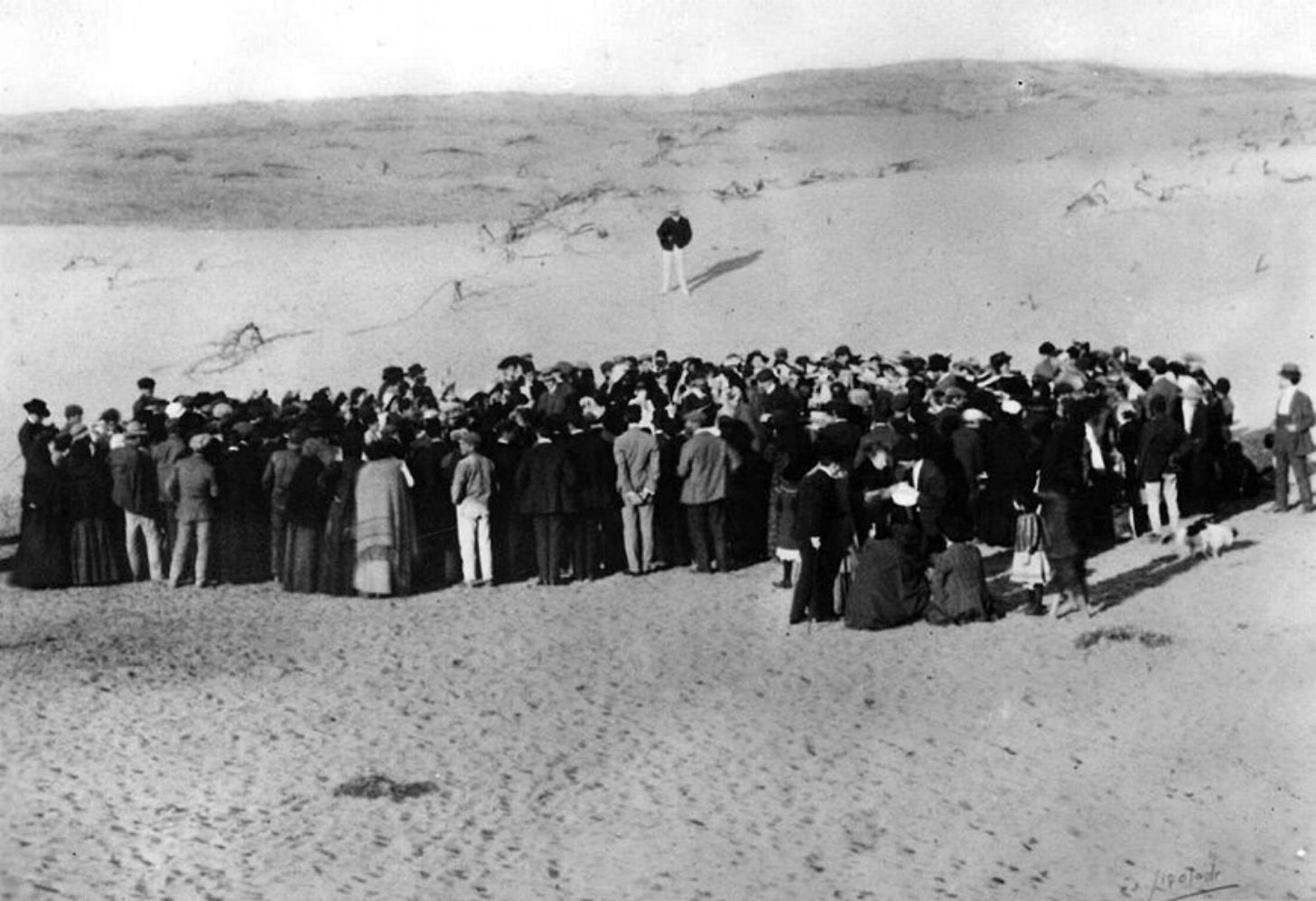
Auktion von Siedlungsland am Strand von Tel Aviv-Jaffa im Jahr 1909

- Gründung von Tel Aviv (Grundsteinlegung am 11. April), der ersten modernen jüdischen Stadt auf dem Gebiet des späteren Staates Israel
- 13. April: Beim Vorfall vom 31. März im Osmanischen Reich revoltieren Anhänger des Sultans Abdülhamid II. gegen die Jungtürken.
- 27. April: Die Jungtürken stürzen Sultan Abdülhamid II., der im Amt von seinem Bruder Mehmed V. abgelöst wird.

#### Großbritannien/Thailand
- 10. März/9. Juli: Großbritannien und Siam schließen den Anglo-Siamesischen Vertrag von 1909. Mit ihm werden die unter siamesischer Verwaltung stehenden nördlichen malaiischen Staaten Kedah, Kelantan, Perlis und Terengganu an das British Empire angeschlossen. Der Burney-Vertrag von 1826 wird damit außer Kraft gesetzt.

- Naval Scare von 1909: Im Kontext des Deutsch-Britischen Flottenwettrüstens als auch der Flottenrüstungsprogramme anderer Staaten kommt es zu einer von Teilen der rechten Presse und Parteien geschürten öffentlichen Panik darüber, ob die Überlegenheit der britischen Flotte gegenüber jenen Flotten im Schwinden begriffen sei und damit der Sicherheit und dem Wohlstand des Inselkönigreiches höchste Gefahr drohen würde.

#### Afrika
- 9. Februar: Deutschland erkennt die Vormachtstellung Frankreichs in Marokko an, worauf Frankreich Marokkos Unabhängigkeit garantiert.
- Die Kolonialisierung des Wadai durch Frankreich beginnt.

#### Asien
- Teile der Streitkräfte des Iran unter Führung von Mohammad Vali Khan versagen dem persischen Herrscher Mohammed Ali Schah die Gefolgschaft und marschieren von Mazandaran nach Teheran, um die konstitutionelle Bewegung zu unterstützen. Am 22. Juni stehen die „Freiheitskämpfer“ vor Qom, das sie am 8. Juli einnehmen. Wenig später kommt es zu Straßenkämpfen in Teheran zwischen den Truppen der Konstitutionalisten und der schahtreuen Kosakenbrigade. Am 16. Juli flieht Mohammed Ali Schah aus seinem Palast in die russische Botschaft. Noch am selben Tag setzt das Parlament ihn in einer außerordentlichen Sitzung zu Gunsten seines Sohnes Ahmad Schah ab. Nach Verhandlungen mit Russland und Großbritannien verlässt Mohammed Ali Schah am 10. September die russische Botschaft und begibt sich ins Exil nach Odessa in Russland. Ahmad Schah ist zu diesem Zeitpunkt erst zwölf Jahre alt. Aus diesem Grund wird Ali Reza Khan Azod al Molk als Regent eingesetzt, der den Schah bis zu seiner Volljährigkeit vertreten soll.
- 25. Oktober: Die Deutsch-Chinesische Hochschule im deutschen Pachtgebiet Kiautschou (China) wird offiziell eröffnet.

#### Amerika
- 12. Februar: Ida B. Wells, W. E. B. Du Bois und weitere Bürgerrechtsaktivisten gründen in den Vereinigten Staaten die National Association for the Advancement of Colored People (NAACP).

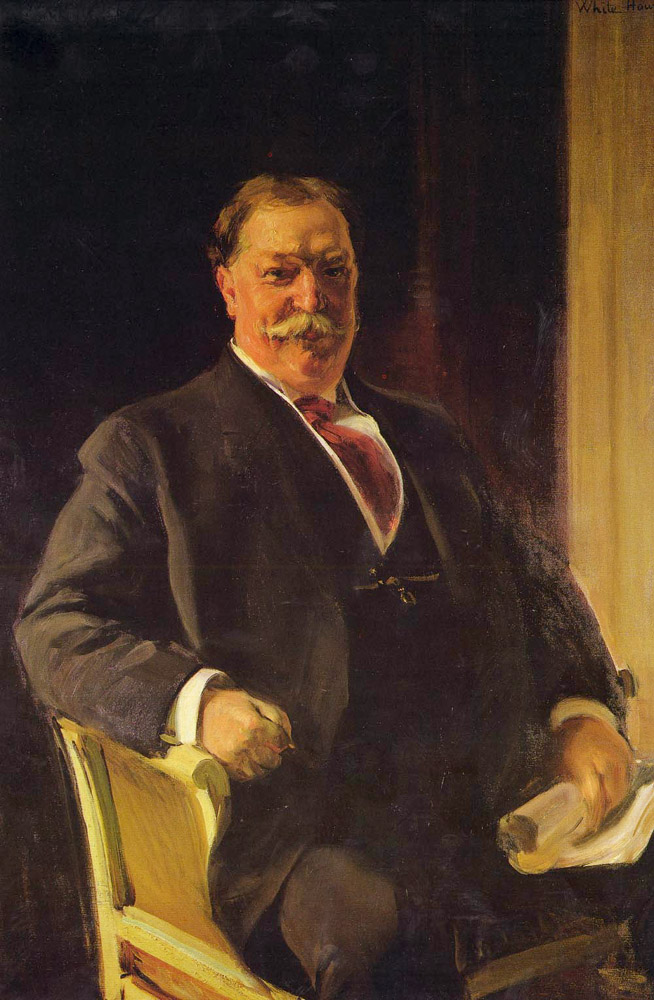
Präsident Taft, Gemälde von Joaquín Sorolla, 1909

- 4. März: William Howard Taft wird als 27. US-Präsident in sein Amt eingeführt. Er löst Theodore Roosevelt ab, der sich mit seinem Sohn Kermit unter der Führung von Frederick Courteney Selous auf eine ausgedehnte Großwildjagd in Afrika begibt.
- 12. Juli: Der US-Kongress schlägt einen Verfassungszusatz zur US-Verfassung vor, um eine allgemeine Einkommensteuer zu erheben. Der vorgeschlagene Verfassungszusatz wird am 3. Februar 1913 als 16. Zusatzartikel zur Verfassung der Vereinigten Staaten ratifiziert.

### Wirtschaft

#### Messen und Ausstellungen
- 10. Juli: Die Internationale Luftschiffahrt-Ausstellung Frankfurt wird eröffnet. Bis zu ihrer Schließung am 17. Oktober besuchen rund 1,5 Millionen Menschen die Ausstellung.

#### Patente
- 19. April: Jean Rech aus Mehlem erhält ein deutsches Patent auf das von ihm erfundene Amphibienfahrzeug.
- 12. September: Der Chemiker Fritz Hofmann, Mitarbeiter der Farbenfabrik Bayer/Elberfeld, erhält weltweit das erste Patent für ein Verfahren zur Herstellung von künstlichem Kautschuk, den er Buna nennt.

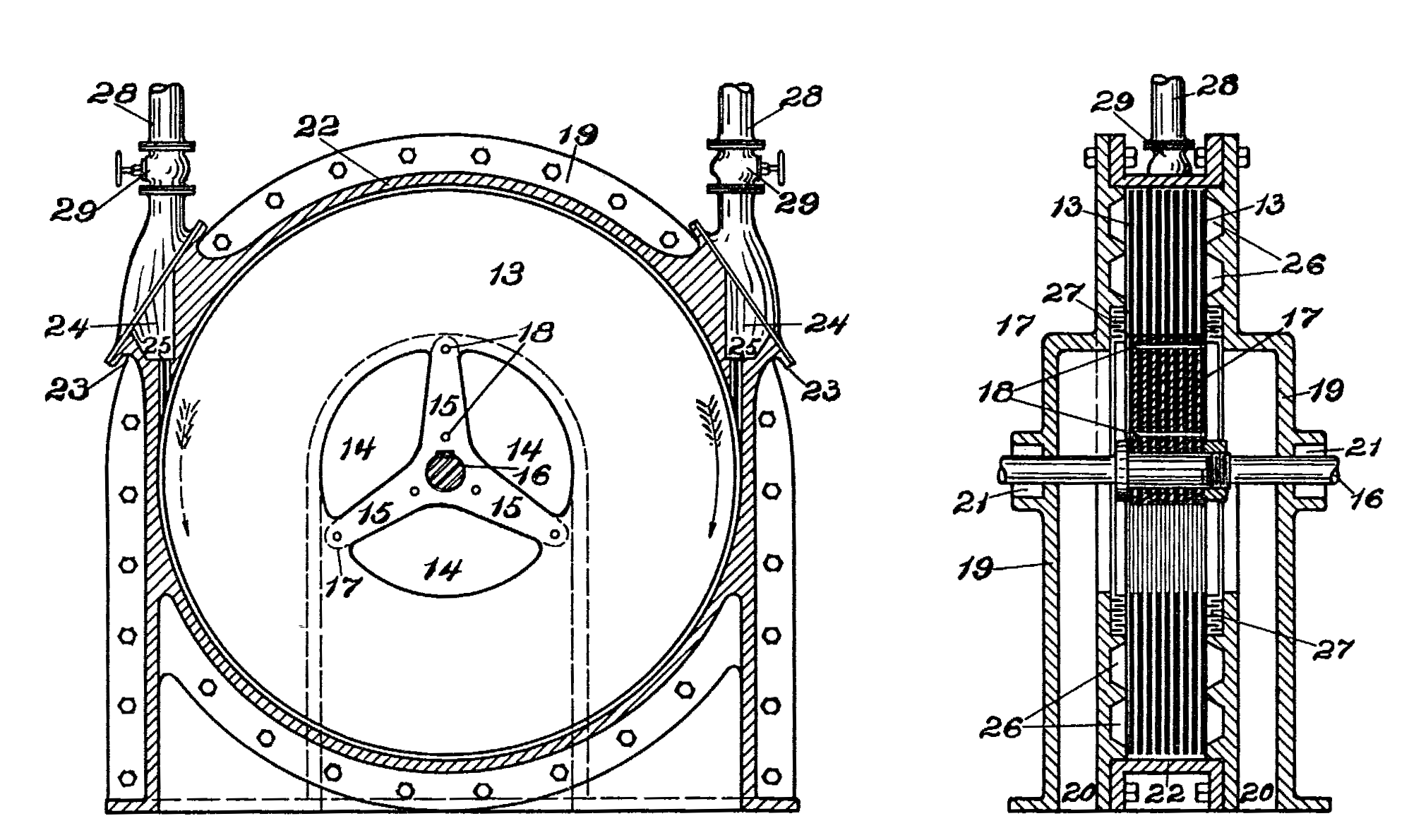
Tesla–Turbine aus Teslas Patentschrift

- 21. Oktober: Nikola Tesla meldet die von ihm entwickelte Scheibenläuferturbine zum Patent an.

#### Unternehmensgründungen
- April: Mit der Gründung der Anglo-Persian Oil Company beginnt die Geschichte der modernen Mineralölindustrie im Nahen Osten.
- 30. Juli: Eugène Schueller gründet die Société française de teinture inoffensives pour cheveux, aus der der Kosmetik-Konzern L’Oréal entsteht.

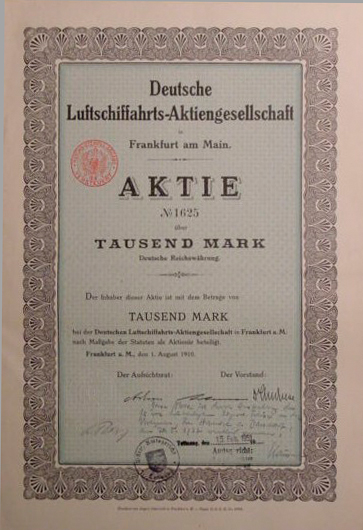
DELAG-Aktie von 1910

- 16. November: Mit staatlicher Unterstützung gründen Alfred Colsman, Hugo Eckener, Franz Adickes, Wilhelm Marx und andere die erste Fluggesellschaft der Welt: Die Deutsche Luftschiffahrts-Aktiengesellschaft (DELAG) betreibt die von der Luftschiffbau Zeppelin gebauten Verkehrsluftschiffe.

#### Verkehr
- 7. März: Die Congressional Subway nimmt innerhalb des Kapitolkomplexes in Washington, D.C., ihren Betrieb auf.
- 30. März: Die Blackwell's Island Bridge (später Queensboro Bridge) über den East River wird für den Verkehr geöffnet. Sie verbindet die Stadtteile Manhattan und Queens in New York City.
- 6. Juli: Kaiser Wilhelm II. und der schwedische König Gustav V. eröffnen eine Eisenbahn-Fährverbindung über die Ostsee. Der erste Eisenbahnzug wird auf der Königslinie zwischen dem Fährhafen Sassnitz und dem schwedischen Trelleborg von einem Fährschiff übergesetzt.

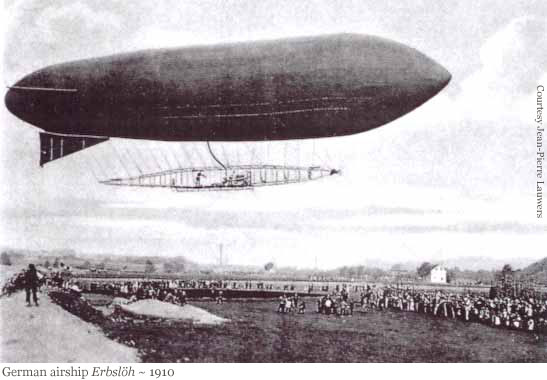
Das Luftschiff Erbslöh

- 1. Dezember: Das Luftschiff Erbslöh hat nach einem Probeflug am 20. August seinen offiziellen Jungfernflug über Leichlingen.

#### Sonstige wirtschaftliche Ereignisse
- 1. Januar: In Deutschland führt die Deutsche Reichspost den bargeldlosen Postscheckverkehr ein, den dreizehn Postscheckämter abwickeln.

Das Verbandshaus und Kochkunstmuseum in Frankfurt

- 19. Januar: Das von M. C. Banzer errichtete Verbandshaus der Köche und Kochkunstmuseum in Frankfurt am Main wird eröffnet.
- 12. Juni: In Berlin wird der Hansabund zur Vertretung der Interessen von Handel, Gewerbe und Industrie gegründet.

### Wissenschaft und Technik

#### Polarforschung

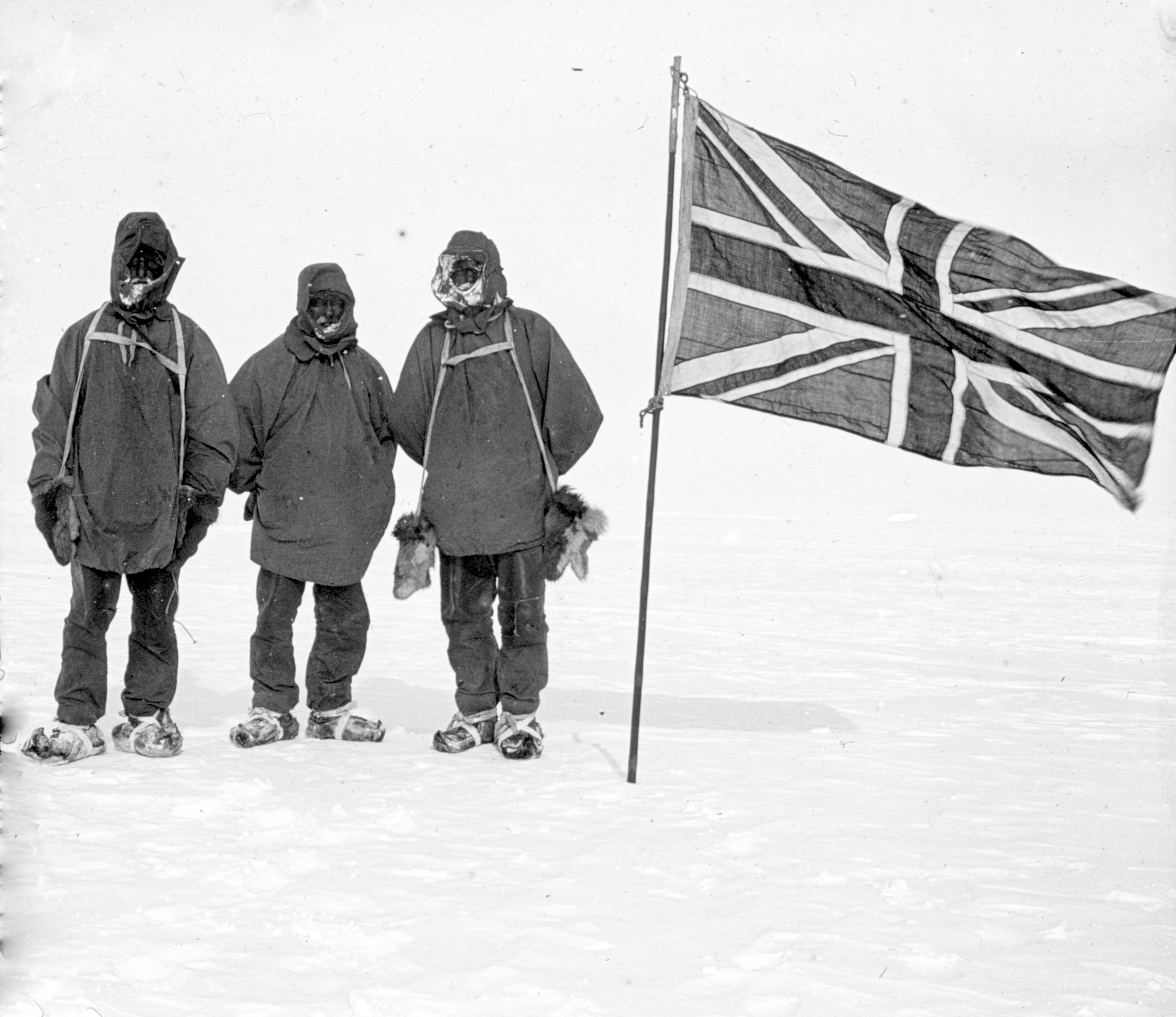
Adams, Wild und Shackleton (v. l. n. r.) bei 88°23′S, 162°O am 9. Januar 1909 (fotografiert von Marshall)

- 9. Januar: Ernest Shackleton, Frank Wild, Eric Marshall und Jameson Adams stellen im Rahmen der Nimrod-Expedition in die Antarktis mit 88°23'S einen neuen Rekord in der größten Annäherung an einen der beiden Erdpole auf.
- 16. Januar: Tannatt William Edgeworth David, Douglas Mawson und Alistair Mackay erreichen während der Nimrod-Expedition bei 72°15'S, 155°16'O erstmals den antarktischen magnetischen Pol.
- Februar: Der norwegische Polarforscher Roald Amundsen erhält vom Storting eine Anleihe für seine geplante Nordpolexpedition mit dem Segelschiff Fram. Als jedoch im September bekannt wird, dass mit Frederick Cook und Robert Edwin Peary gleich zwei Personen für sich in Anspruch nehmen, den Nordpol erreicht zu haben. versiegen die Geldmittel rasch. Auf die Nachricht vom 13. September, dass Robert Falcon Scott im kommenden Jahr eine Expedition zum Südpol plane, gibt Amundsen bekannt, dass sich der Beginn seiner Expedition auf den 1. Juli 1910 verschieben werden. Als Grund gibt er Lieferschwierigkeiten an, während er in Wirklichkeit sein Ziel Richtung Antarktis ändert und dafür eine längere Vorbereitungszeit benötigt. Die Planänderung wird jedoch streng geheim gehalten.
- 6. April: Der US-Amerikaner Robert Edwin Peary erreicht nach eigenen Angaben als erster Mensch den Nordpol, Angaben, die bis heute immer wieder angezweifelt werden.
- Der Norweger Gunnerius Ingvald Isachsen unternimmt eine zweijährige Expedition nach Spitzbergen.

#### Archäologie und Paläontologie
- 27. August: Im Abri Combe Capelle im französischen Département Dordogne wird bei Ausgrabungen der Mann von Combe Capelle gefunden. Das entdeckte Skelett wird in das untere Aurignacien datiert und ist demnach mindestens 28.000 Jahre alt.
- 30. August: Der US-amerikanische Paläontologe Charles Walcott entdeckt im kanadischen British Columbia Fossilien im Burgess-Schiefer. Diese Fossillagerstätte gewährt Einblicke in die Zeit des Kambriums vor etwa 505 Millionen Jahren.
- August: Die Parker-Expedition erreicht Jerusalem.

#### Geophysik
- Andrija Mohorovičić entdeckt, dass der Erdmantel eine größere Dichte hat als die Erdkruste. Die Grenze zwischen beiden wird nach ihm Mohorovičić-Diskontinuität genannt.

#### Teilchenphysik
- Ernest Rutherford charakterisiert die Alpha-, Beta- und Gammastrahlung.
- Hans Geiger und Ernest Marsden untersuchen erstmals die Streuung von Alphateilchen an Atomen in dünnen Metallfolien mit der Szintillationsmethode.

#### Medizin
- 31. August: Nach vielen Tierversuchen wurde das Präparat 606 von Paul Ehrlich und Sahachiro Hata positiv gegen den Erreger der Syphilis getestet. Es kommt ein Jahr später als Arsphenamin auf den Markt.
- Der Deutsche Paul Ehrlich wendet die Chemotherapie zum ersten Mal an.

#### Sonstiges
- 23. Januar: Das Passagierschiff Republic gerät nach einer Kollision im Nebel mit einem anderen Schiff in Seenot und setzt den ersten ferntelegraphischen Notruf ab.
- 20. Juni: In Wien erfolgt durch Kaiser Franz Joseph I. die Grundsteinlegung für das Technische Museum für Industrie und Gewerbe.

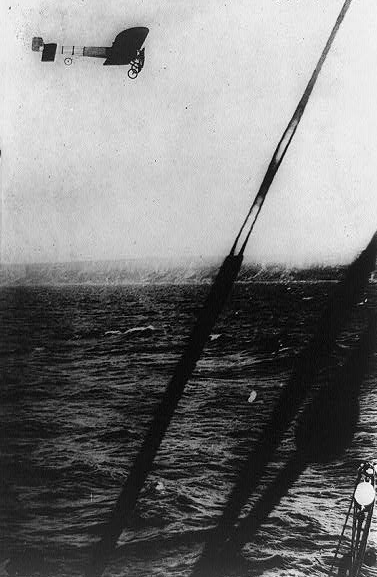
Flug Louis Blériots

- 25. Juli: Der Franzose Louis Blériot überquert den Ärmelkanal mit seinem Eindecker Blériot XI als erster Mensch in einem Flugzeug.
- 25. Oktober: Die Deutsch-Chinesische Hochschule in Kiautschou wird gegründet.

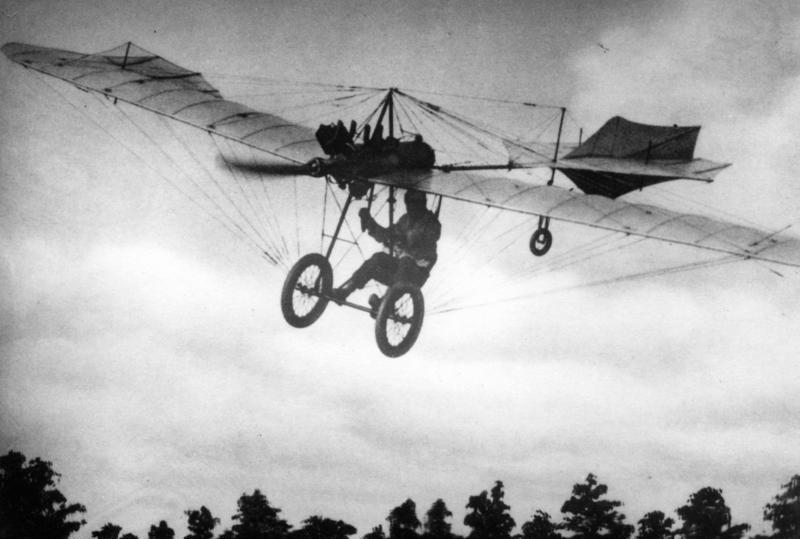
Hans Grade in seinem Flieger

- 30. Oktober: Nach dem Erstflug am 17. August gewinnt Hans Grade mit seinem Eindecker Libelle, dem ersten wirklich flugfähigen deutschen Motorflugzeug, den Lanz-Preis der Lüfte.
- 21. Dezember: Die Wyoming, zu ihrer Zeit der größte Holz-Schoner, der größte Sechsmastschoner und das längste Holzschiff der Welt, wird in Betrieb genommen.

### Kultur

#### Architektur und Bildende Kunst
- 22. Januar: Aus der von Marianne von Werefkin geschaffenen Brüderschaft von Sankt Lukas geht die expressionistische Neue Künstlervereinigung München hervor. Wassily Kandinsky und Alexej Jawlensky sind Vorstandsvorsitzende. Am 10. Mai erfolgt der Eintrag ins Vereinsregister. Die erste Ausstellung findet vom 1. bis zum 15. Dezember in der Modernen Galerie Heinrich Thannhauser im Arco-Palais in München statt.
- Marianne von Werefkin malt in Tempera auf Karton das Gemälde Zwillinge, in dem sie die Gegensätze von Freude und Trauer darstellt.
- November: The Brotherhood of the Linked Ring löst sich auf.
- Der amerikanische Bildhauer Lorado Taft schafft auf dem Graceland Cemetery in Chicago die Jugendstil-Bronzeskulptur Eternal Silence.

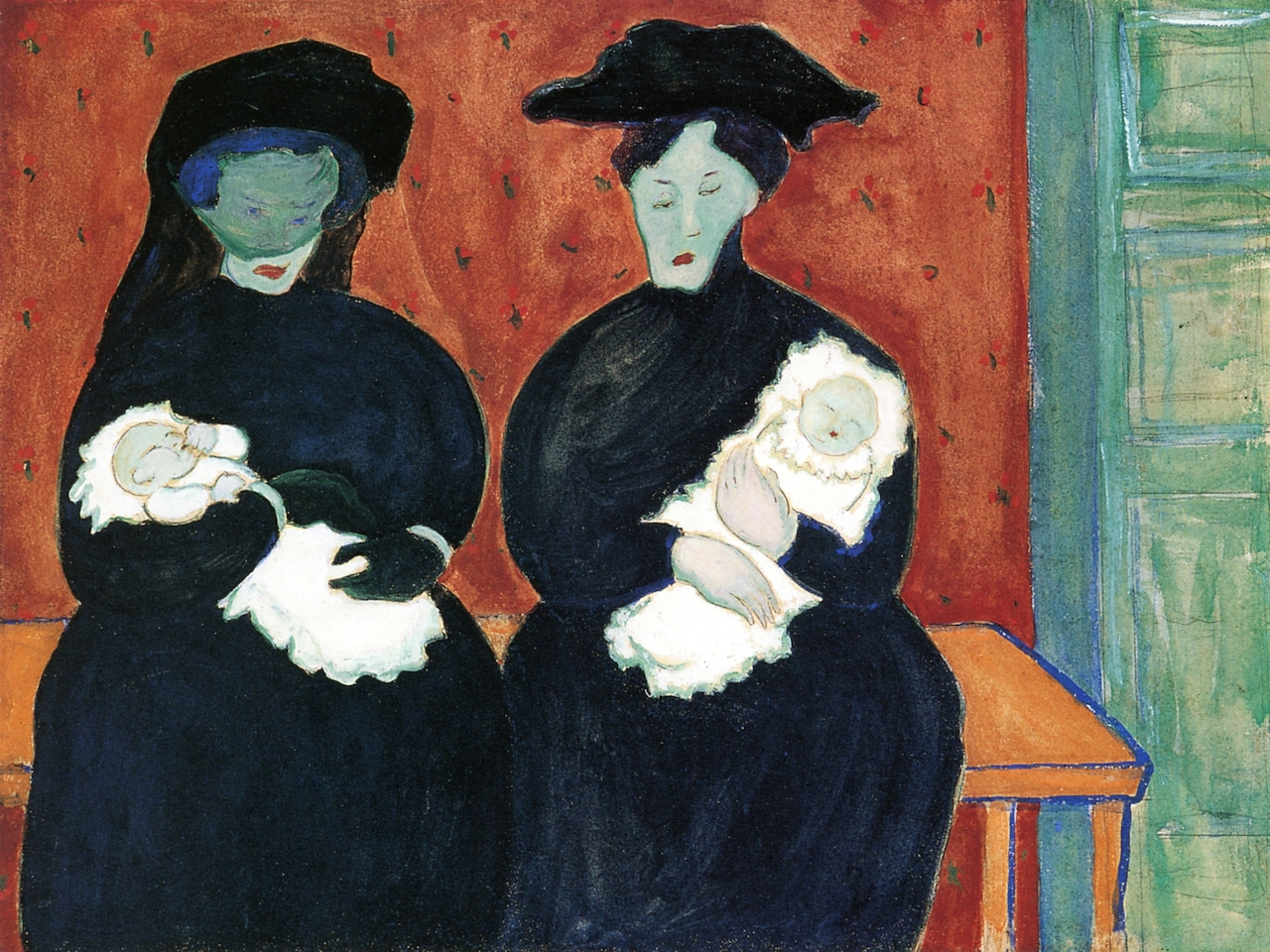
Marianne von Werefkin: Zwillinge
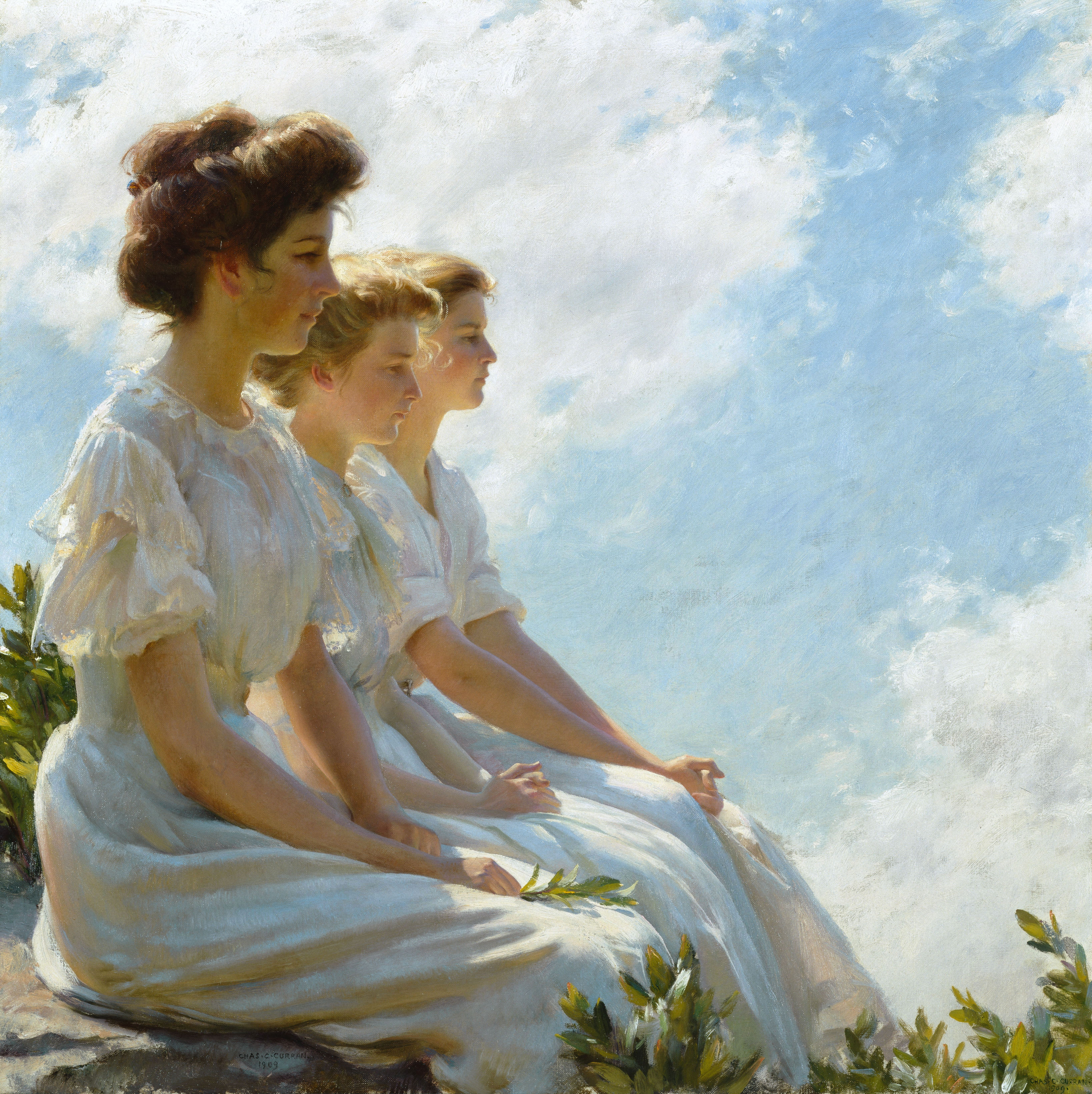
Charles Courtney Curran: On the Heights
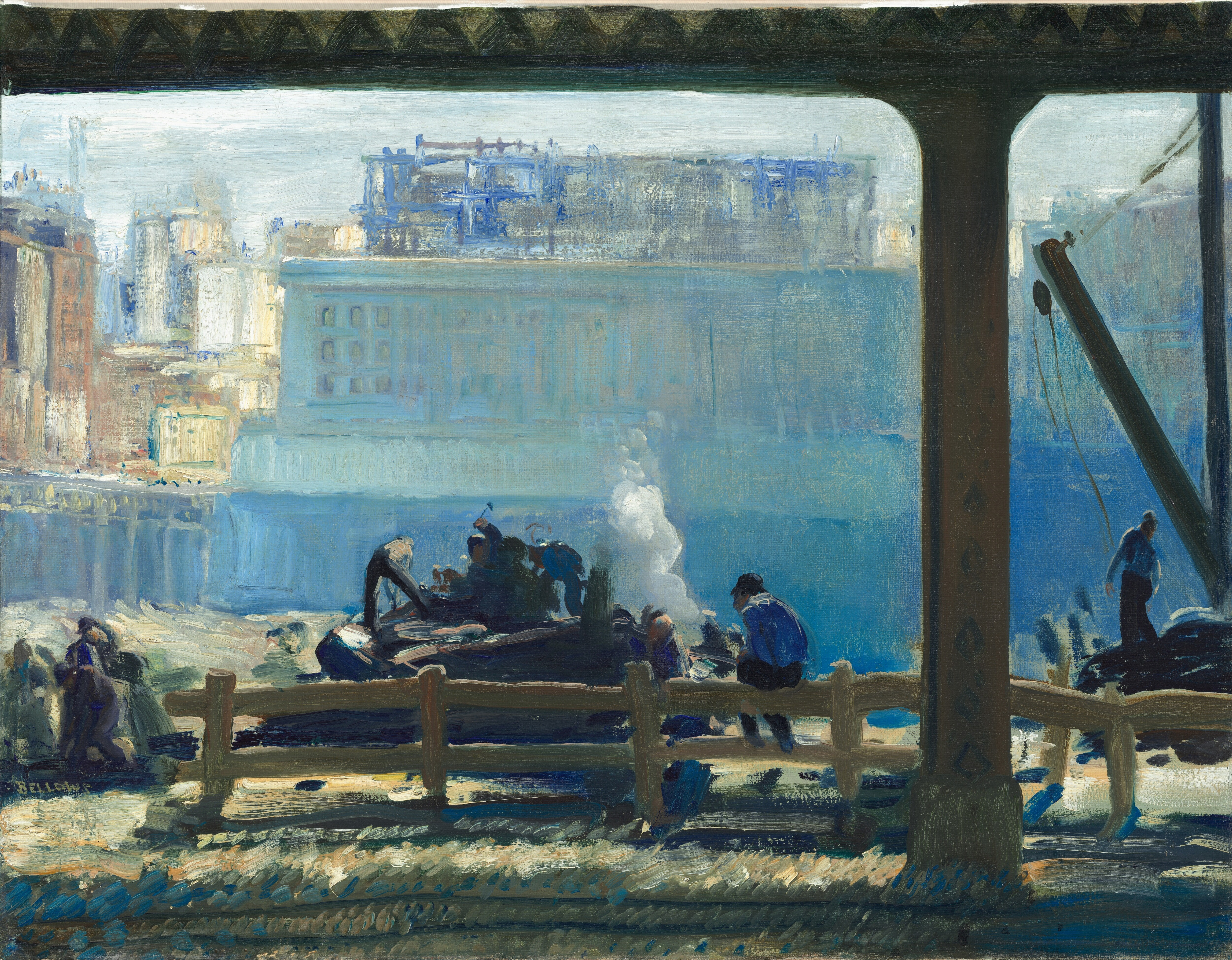
George Wesley Bellows: Blue Morning
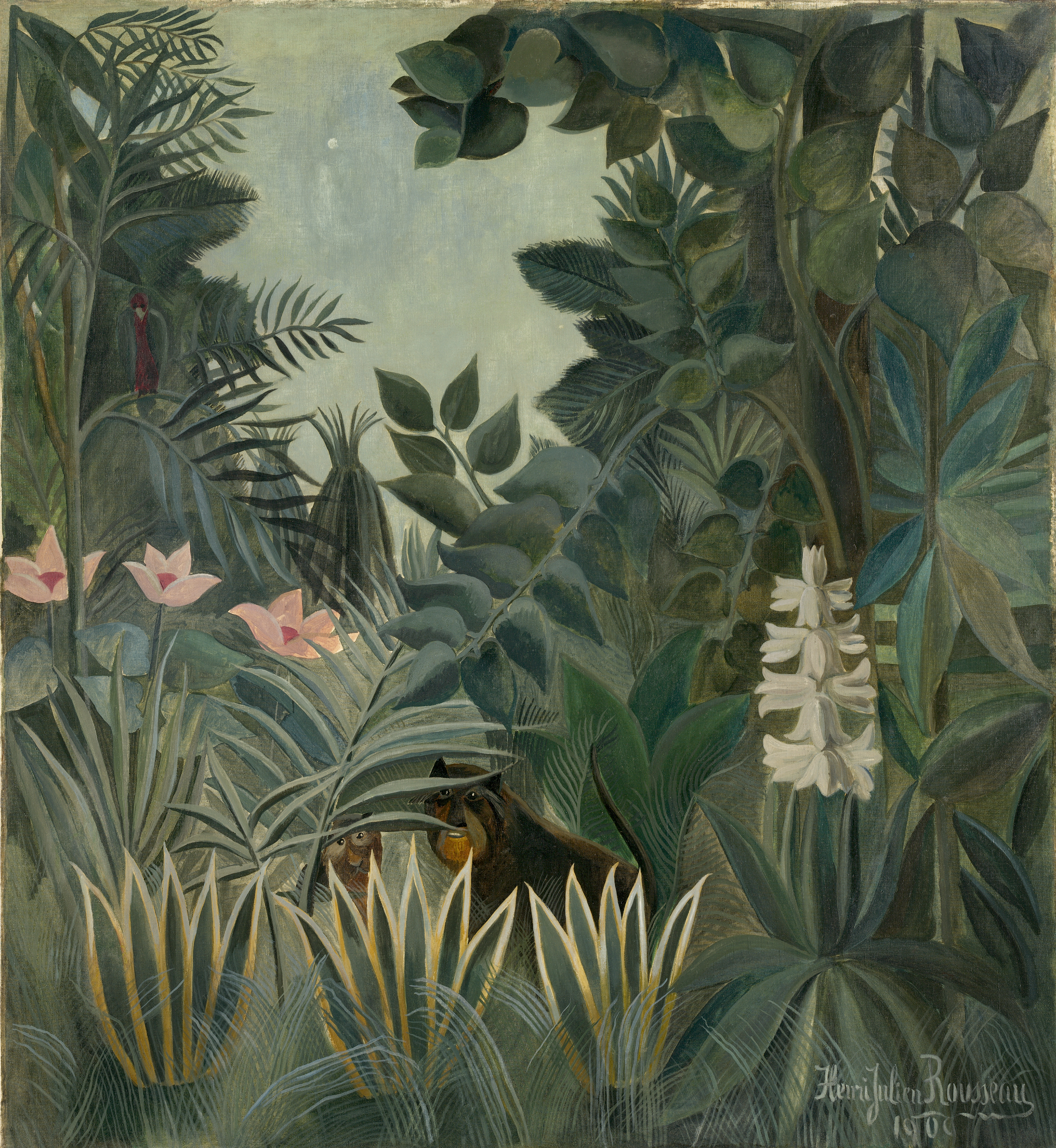
Henri Rousseau: Dschungel am Äquator

Gustav Klimt: Judith II

- Die von dem Karlsruher Architekten Hermann Billing erbaute Kunsthalle Baden-Baden wird eingeweiht.
- Das auf Initiative des Mülheimer Mäzens, Heimatforschers und Kunstsammlers Robert Rheinen gegründete Kunstmuseums Mülheim an der Ruhr wird eröffnet.

#### Film
- Die einsame Villa von David W. Griffith (USA) führt die Parallelmontage ein.

#### Literatur

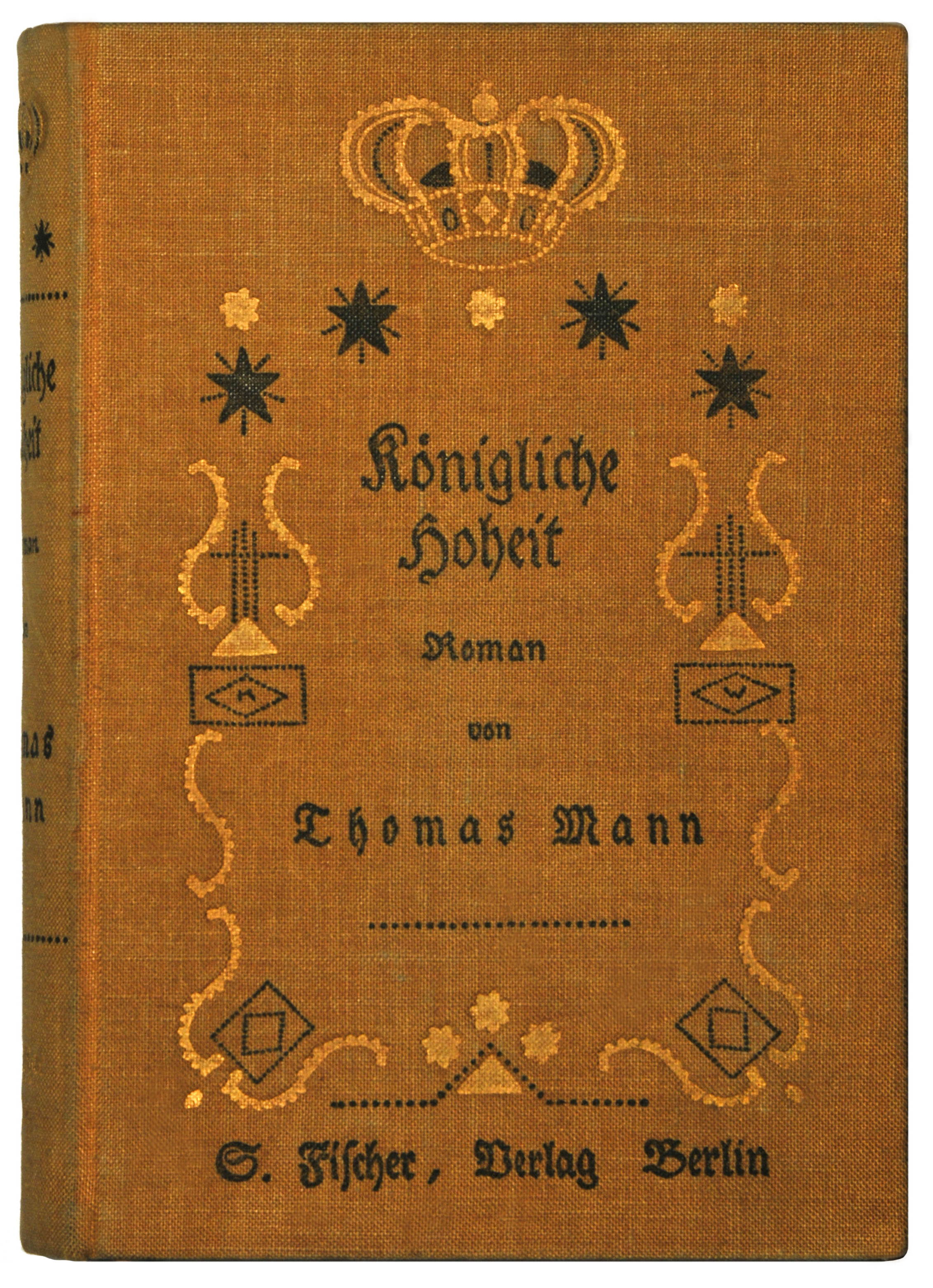
Verlagseinband der Erstausgabe 1909

#### Musik und Theater
- 5. Januar: Die Uraufführung des Theaterstückes Komtesse Mizzi oder Der Familientag von Arthur Schnitzler findet am Volkstheater in Wien statt. Im selben Jahr erscheint der Text bei S. Fischer in Berlin.
- 9. Januar: Das von Aloysius Bertrands gleichnamiger Kurzprosa inspirierte dreiteilige Klavierstück Gaspard de la nuit von Maurice Ravel wird durch Ricardo Viñes in Paris uraufgeführt.
- 25. Januar: An der Hofoper in Dresden wird die Symphonieoper Elektra von Richard Strauss mit dem Libretto von Hugo von Hofmannsthal erfolgreich uraufgeführt. Die Klytämnestra singt Ernestine Schumann-Heink.
- 19. Mai: Das Ballett Polowetzer Tänze von Michel Fokine nach der Musik von Alexander Borodin wird durch das von Sergei Pawlowitsch Djagilew gegründete Ballets Russes am Théâtre du Châtelet in Paris uraufgeführt.
- 3. August: Die Operette Miß Dudelsack von Rudolf Nelson hat am Kleinen Schauspielhaus in Berlin ihre Uraufführung. Das Libretto stammt von Fritz Grünbaum und Hans Reichert.
- 7. Oktober: Die Uraufführung der Oper Der goldene Hahn (Orig.: Solotoi petuschok) von Nikolai Andrejewitsch Rimski-Korsakow findet an der Zimin-Oper in Moskau statt. Das Libretto von Wladimir Bjelski nach dem gleichnamigen Märchen von Alexander Puschkin beruht seinerseits auf der Sage vom arabischen Astrologen aus der Erzählsammlung Die Alhambra von Washington Irving.
- 7. Oktober: Die Uraufführung der Operette Das Fürstenkind von Franz Lehár im Johann Strauß-Theater in Wien.
- 12. November: Am Theater an der Wien in Wien findet die Uraufführung der Operette Der Graf von Luxemburg von Franz Lehár statt. Das Libretto stammt von Robert Bodanzky und Alfred Maria Willner. Die von Robert Stolz dirigierte Uraufführung wird mit stürmischem Beifall bedacht, das Werk in der Folge noch 300 Mal hintereinander aufgeführt.
- 1. Dezember: Das Singspiel Brüderlein fein mit der Musik von Leo Fall und dem Libretto von Julius Wilhelm wird in Wien uraufgeführt.
- 4. Dezember: Das Intermezzo Il segreto di Susanna (Susannens Geheimnis) von Ermanno Wolf-Ferrari wird am Münchener Hoftheater uraufgeführt. Das Libretto stammt von Enrico Golisciani.
- 23. Dezember: Die Uraufführung des Lustspiels Das Konzert von Hermann Bahr wird unter der Regie von Otto Brahm am Berliner Lessingtheater sowie zeitgleich am Königlichen Schauspielhaus in Dresden und am Schauspielhaus in Frankfurt am Main uraufgeführt. Es wird das erfolgreichste Werk des Autors.

#### Sonstiges
- 19. Januar: Gründung der Deutschen Höheren Privatschule Windhoek in Namibia

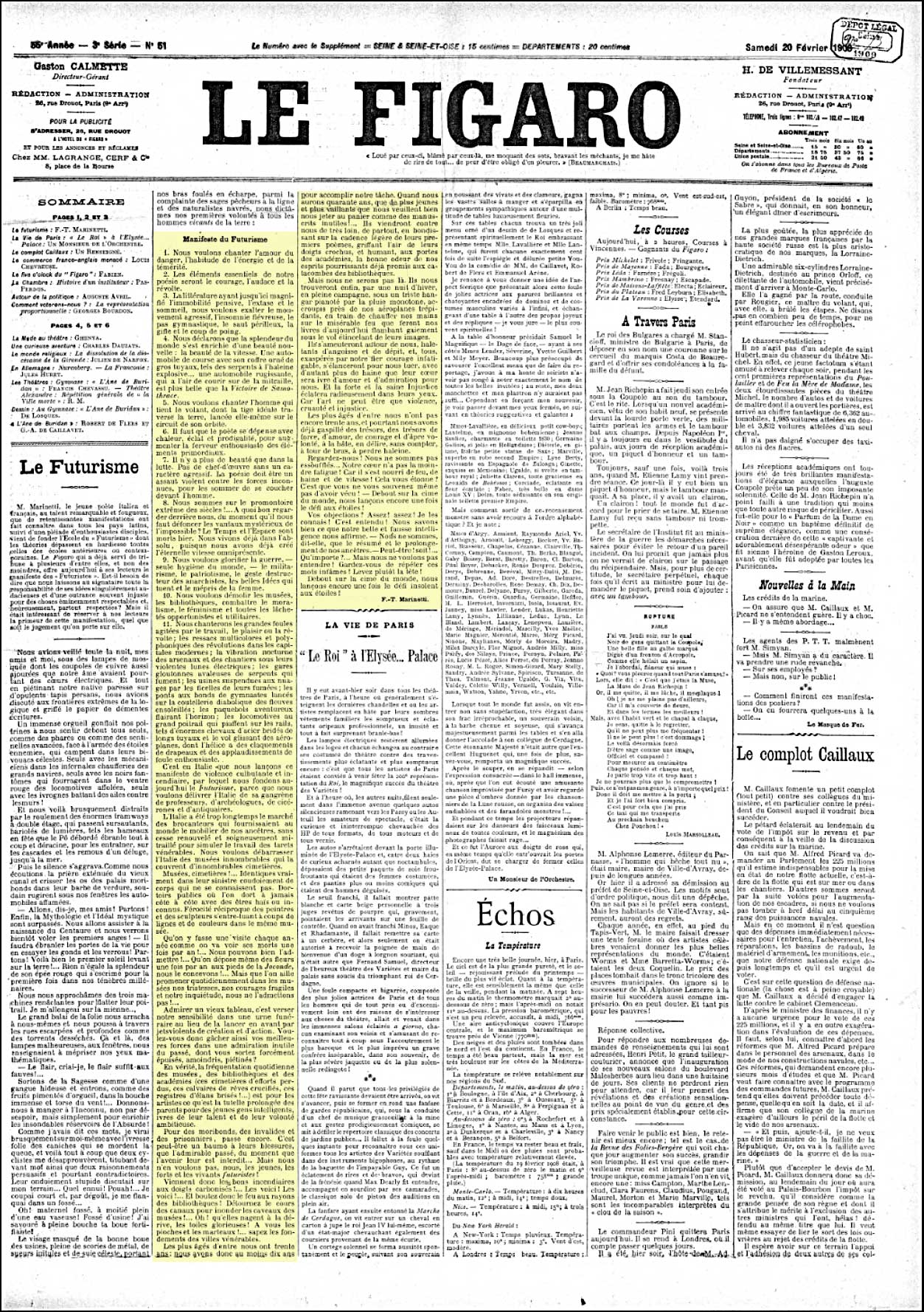
Das futuristische Manifest in Le Figaro

- 20. Februar: Der italienische Schriftsteller Filippo Tommaso Marinetti publiziert in der Pariser Zeitung Le Figaro sein futuristisches Manifest und gründet damit den Futurismus.
- 24. Mai: Gründung des deutschen Schulvereins in Kōbe, Japan
- 26. August: Eröffnung der weltweit ersten Jugendherberge in Altena
- 20. September: Gründung der Deutschen Schule Kobe, Japan
- Gründung der Zeitschrift Kirche + Kunst

### Gesellschaft
- 15. Mai: Die Rundbahn im Hagenbeckschen Tierpark von Hamburg nimmt ihren Betrieb auf.
- 10. Juni: Nach ihrem Schiffbruch vor der Azoreninsel Flores sendet die Slavonia neben dem britischen Seenotsignal „CQD“ erstmals auch das als international einheitliches Signal eingeführte „SOS“.
- Juli/Oktober/November: Vor dem Landgericht Trier wird der Mordfall Friedrich Ferdinand Mattonet verhandelt.
- 7. August: Alice Ramsey erreicht mit drei Begleiterinnen bei der ersten Fahrt einer Automobilistin von Küste zu Küste der USA ihr Ziel in San Francisco. Die Frauen sind am 9. Juni in New York gestartet.
- Im Wiener Wurstelprater wird als Bestandteil von Venedig in Wien die erste Hochschaubahn eröffnet.

### Religion
- 7. Mai: Papst Pius X. beauftragt die Jesuiten mit der Gründung des Päpstlichen Bibelinstituts in Rom.
- Gründung des Quickborner Arbeitskreises

### Katastrophen
- 23. Januar: Ein Erdbeben der Stärke 7,3 im Iran fordert ca. 5.500 Tote.
- 23. Januar: Der britische Ozeandampfer Republic der White Star Line kollidiert vor Nantucket im Nebel mit einem anderen Schiff und sinkt, sechs Menschen kommen ums Leben. Sie ist das bis dahin größte verunglückte britische Passagierschiff.
- 12. Februar: Der neuseeländische Passagierdampfer Penguin prallt bei stürmischer See und völliger Dunkelheit in der Cookstraße am Eingang zum Wellington Harbour auf einen Unterwasserfelsen und sinkt. 72 Menschen sterben, darunter alle Kinder an Bord und alle Frauen bis auf eine.
- zwischen 27. und 29. Juli: Das Passagierschiff Waratah geht zwischen Durban und Kapstadt verschollen und sinkt wahrscheinlich. 211 Menschen kommen ums Leben.
- 14. November: Beim Untergang des Passagierschiffs La Seyne der französischen Messageries Maritimes nach der Kollision mit einem britischen Dampfer kommen 101 Passagiere und Besatzungsmitglieder ums Leben.
- 7. Dezember: Zehn Wochen nach seiner Errichtung explodiert der Gasometer Grasbrook in Hamburg, der zu diesem Zeitpunkt größte Gasbehälter Europas. 30 Menschen werden getötet, 42 verletzt.

Kleinere Unglücksfälle sind in den Unterartikeln von Katastrophe und in der Liste von Katastrophen aufgeführt.

### Sport

#### Ballsport
- In Deutschland wird mit sieben Verbänden der erste Kronprinzenpokal im Fußball ausgespielt. Sieger des Kronprinzenpokal 1908/09 wird im Finale gegen Berlin am 18. April der Verband Mitteldeutscher Ballspiel-Vereine.
- 15. Juni: Repräsentanten der drei Cricketnationen Australien, England und Südafrika gründen im Londoner Lord’s Cricket Ground die Imperial Cricket Conference (den heutigen International Cricket Council, ICC).
- 24. Oktober: In der französischen Hauptstadt wird das Stade de Paris eröffnet.
- 4. Dezember: Der erste Grey Cup, das Meisterschaftsendspiel der Canadian Rugby Union, später der Canadian Football League, wird ausgetragen.

#### Radsport
- 15. März: Das erste Sechstagerennen des Radsports in Europa findet in den Berliner Ausstellungshallen am Zoo statt.
- 13. Mai: In Mailand wird der erste Giro d’Italia gestartet, den am 30. Mai nach acht zurückgelegten Etappen Luigi Ganna gewinnt.
- 5. Juli bis 1. August: Der Luxemburger François Faber gewinnt die Tour de France 1909. Er ist damit der erste Nichtfranzose, der dieses Etappenrennen für sich entscheiden kann.

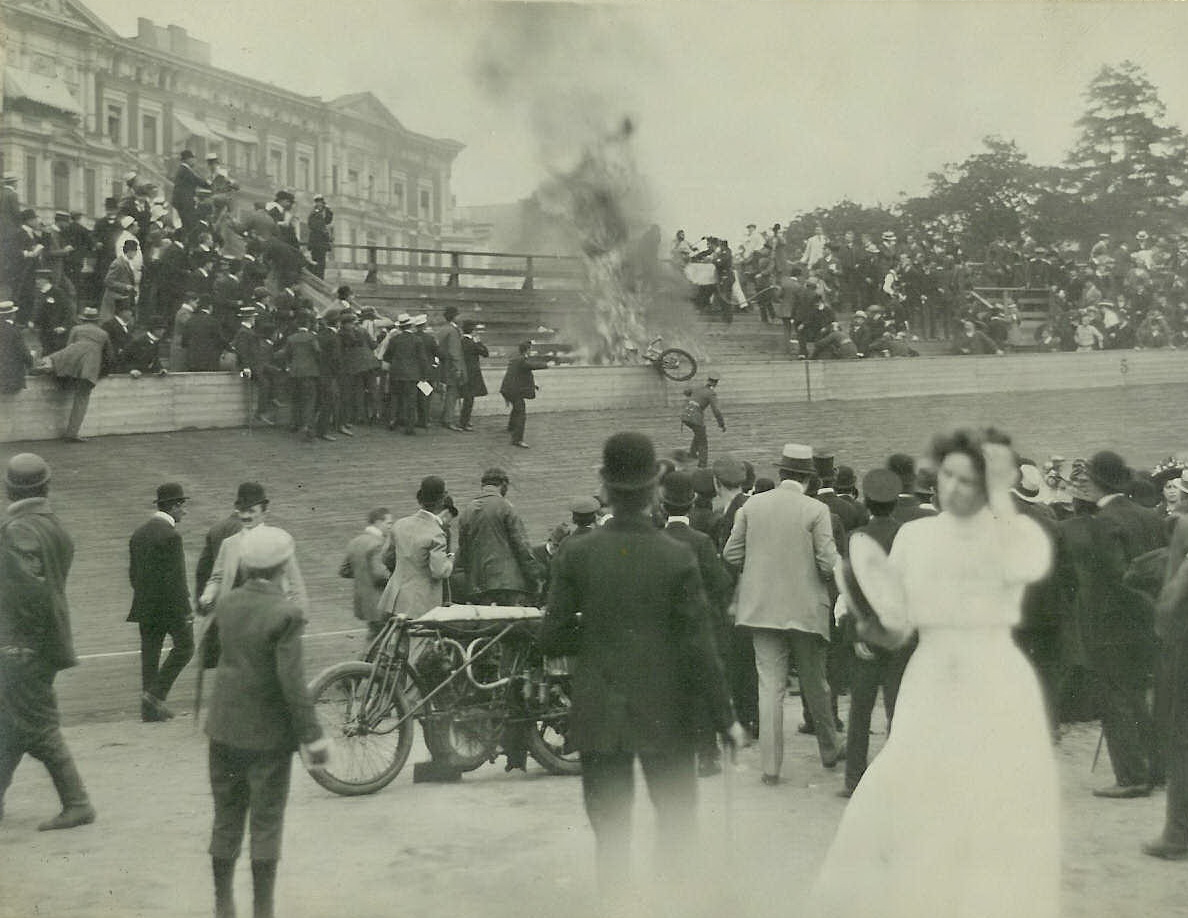
Die Rennbahnkatastrophe von Berlin

- 18. Juli: Bei der durch den Sturz des Schrittmachers Werner Krüger ausgelösten Rennbahnkatastrophe von Berlin auf der Berliner Radrennbahn „Botanischer Garten“ kommen neun Zuschauer ums Leben und über 40 Menschen werden schwer verletzt. Dieses Unglück ist das bisher schlimmste, das in Deutschland im Radsport geschehen ist.
- 29. August: Das Radrennen Berlin–Cottbus–Berlin wird erstmals durchgeführt.

#### Wintersport
- 10. November: Die weltweit erste Freiluftkunsteisbahn wird in Österreich als Eislaufplatz Engelmann im Wiener Stadtteil Hernals eröffnet. Das Eishockey in Wien erhält damit einen starken Aufschwung. Die Anlage hat der sportlich aktive Ingenieur Eduard Engelmann junior konstruiert. Sie wird später Spielstätte des EK Engelmann Wien.

#### Vereinsgründungen
- 4. April: Der brasilianische Fußballklub SC Internacional wird in Porto Alegre gegründet.
- 14. April: Gründung der Sportlichen Vereinigung OSRAM e. V. in Berlin, als erste Betriebssportgruppe Deutschlands.
- 1. Mai: Gründung des österreichischen Fußballvereins SK Sturm Graz, damals als Grazer Fußballclub „Sturm“
- 5. September: Der Sportverein SV Viktoria 09 Stolp wird gegründet.
- 7. September: Im baskischen San Sebastián wird der Fußballclub Sociedad de Fútbol gegründet, der später als Real Sociedad San Sebastián über die Landesgrenzen hinaus bekannt wird.
- 18. September: Gründung des Klagenfurter AC
- 19. Dezember: Gründung des Ballspielvereins Borussia Dortmund
- 31. Dezember: Gründung des Deutschen Hockey-Bundes
- Gründung der SG Wattenscheid 09
- Gründung des SuS 09 Dinslaken
- Gründung des Hombrucher FV 09
- Gründung des SC Greven 09

### Nobelpreise
| Preis                                   | Person                                            | Land                                               | Begründung für die Preisvergabe | Bild                                  |
| --------------------------------------- | ------------------------------------------------- | -------------------------------------------------- | --- | ------------------------------------- |
| Nobelpreis für Physik                   | Ferdinand Braun (1850–1918)                       | Deutsches Reich                                    | „als Anerkennung ihrer Verdienste um die Entwicklung der drahtlosen Telegrafie“ | Ferdinand Braun                       |
| Nobelpreis für Physik                   | Guglielmo Marconi (1874–1937)                     | Königreich Italien                                 | „als Anerkennung ihrer Verdienste um die Entwicklung der drahtlosen Telegrafie“ | Guglielmo Marconi                     |
| Nobelpreis für Chemie                   | Wilhelm Ostwald (1853–1932)                       | Deutsches Reich (geboren in Riga, damals Russland) | „als Anerkennung für seine Arbeiten über die Katalyse sowie für seine grundlegenden Untersuchungen über chemische Gleichgewichtsverhältnisse und Reaktionsgeschwindigkeiten“                               | Wilhelm Ostwald                       |
| Nobelpreis für Physiologie oder Medizin | Emil Theodor Kocher (1841–1917)                   | Schweiz                                            | „für seine Arbeiten über Physiologie, Pathologie und Chirurgie der Schilddrüse“ | Emil Theodor Kocher                   |
| Nobelpreis für Literatur                | Selma Lagerlöf (1858–1940)                        | Schweden                                           | „auf Grund des edlen Idealismus, des Phantasiereichtums und der seelenvollen Darstellung, die ihre Dichtung prägen“                                                                                        | Selma Lagerlöf                        |
| Friedensnobelpreis                      | Auguste Beernaert (1829–1912)                     | Belgien                                            | Mitglied des Internationalen Schiedsgerichtshofs in Haag | Auguste Beernaert                     |
| Friedensnobelpreis                      | Paul Henri d’Estournelles de Constant (1852–1924) | Frankreich                                         | Gründer und Präsident der Französischen Parlamentarischen Gruppe für freiwillige Schiedsgerichtsbarkeit und Gründer des Komitees für die Verteidigung nationaler Interessen und internationaler Versöhnung | Paul Henri d’Estournelles de Constant |

## Historische Ansichten und Karten
| Europa | USA | Indien |
| ------ | --- | ------ |
|        |     |        |

## Geboren

### Januar
- 01. Januar: Dana Andrews, US-amerikanischer Schauspieler († 1992)
- 01. Januar: Marcel Balsa, französischer Automobilrennfahrer († 1984)
- 01. Januar: Stepan Bandera, ukrainischer Politiker († 1959)

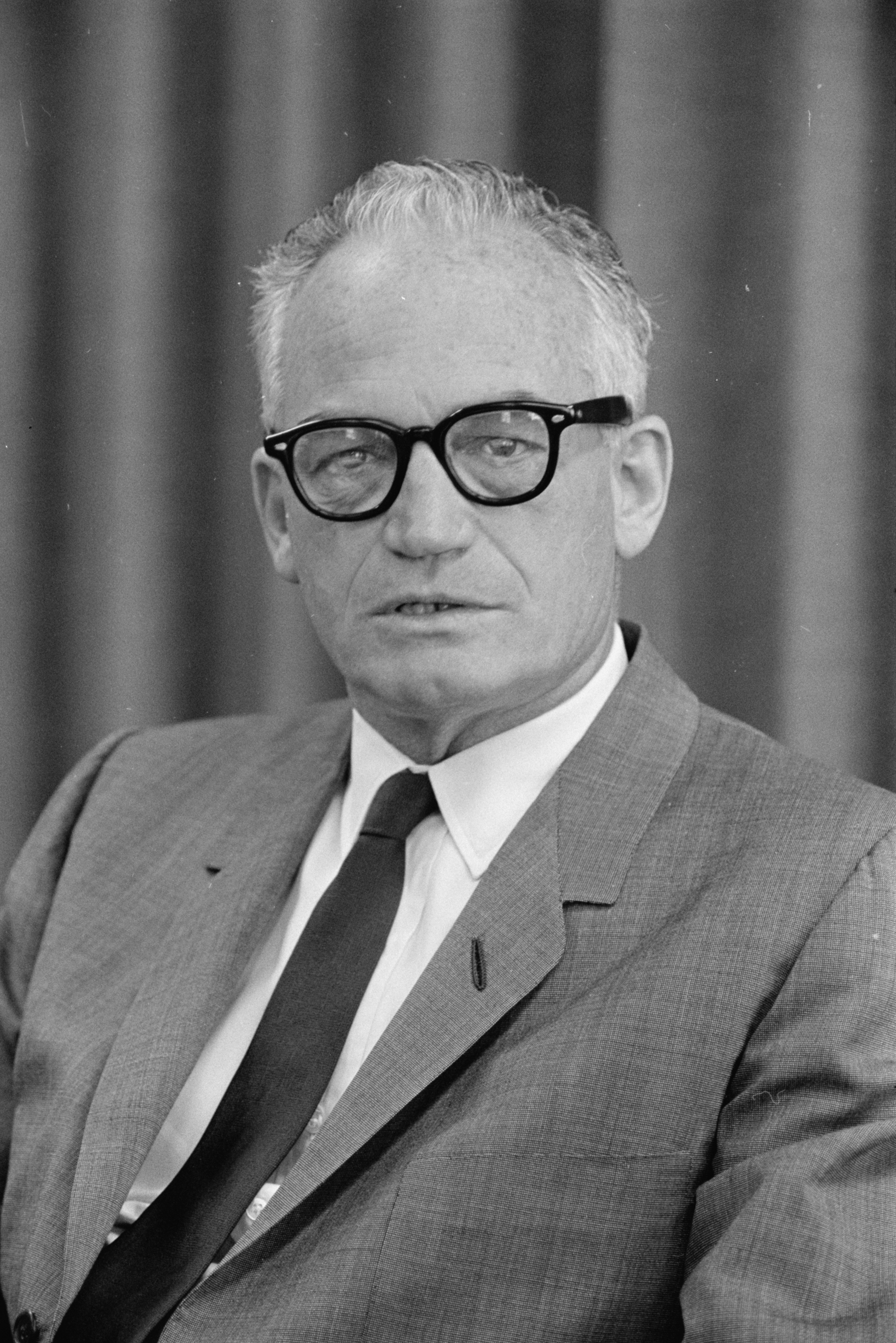
Barry Goldwater

- 02. Januar: Riccardo Cassin, italienischer Bergsteiger und Unternehmer († 2009)
- 02. Januar: Barry Goldwater, US-amerikanischer Politiker († 1998)
- 03. Januar: Friedrich Engel, Polizeichef von Genua, Kriegsverbrecher († 2006)
- 03. Januar: Ruth Engelhard, deutsche Leichtathletin († 1975)
- 03. Januar: Victor Borge, dänischer Pianist und Komödiant († 2000)
- 04. Januar: Cilly Aussem, deutsche Tennisspielerin († 1963)
- 04. Januar: Ewart Bartley, kanadischer Organist, Chorleiter, Musikpädagoge und Komponist († 1987)
- 05. Januar: Stephen Cole Kleene, US-amerikanischer Mathematiker und Logiker († 1994)
- 06. Januar: Sugimura Haruko, japanische Schauspielerin († 1997)
- 08. Januar: Alfred Bohl, deutscher Schauspieler und Synchronsprecher († 1989)
- 08. Januar: Helmut Horten, deutscher Unternehmer († 1987)

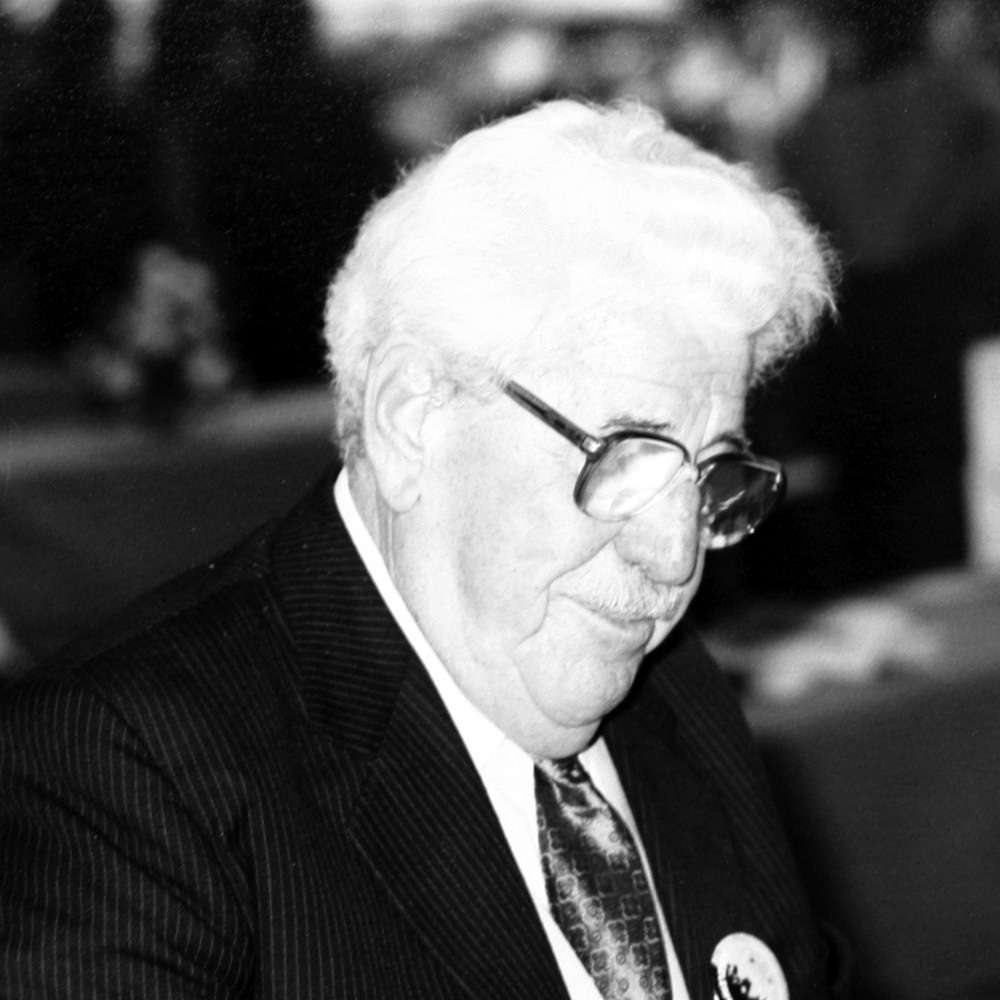
Willy Millowitsch, 1987

- 08. Januar: Willy Millowitsch, deutscher Theaterschauspieler und Kölner Original († 1999)
- 08. Januar: Nikolaos Platon, griechischer Archäologe, Ausgräber des minoischen Palastes auf Kreta († 1992)
- 08. Januar: Hoke Rice, US-amerikanischer Country-Musiker († 1974)
- 10. Januar: Hans-Joachim Böhme, SS-Standartenführer und Kommandeur der Sicherheitspolizei († 1968)
- 12. Januar: Archie Cochrane, britischer Epidemiologe und Begründer der Evidenzbasierten Medizin († 1988)
- 13. Januar: Helm Glöckler, deutscher Automobilrennfahrer († 1993)
- 13. Januar: Quentin Jackson, US-amerikanischer Jazz-Posaunist († 1976)
- 13. Januar: Marinus van der Lubbe, vermutlicher Brandstifter des Reichstags († 1934)
- 13. Januar: Jack Manders, US-amerikanischer American-Football-Spieler († 1977)
- 14. Januar: Ernst Neger, deutscher Dachdecker und Fastnachtssänger († 1989)
- 14. Januar: Joseph Losey, US-amerikanischer Regisseur († 1984)
- 15. Januar: Arthur Glenn Andrews, US-amerikanischer Politiker († 2008)
- 15. Januar: Jean Bugatti, französisch-italienischer Testfahrer, Automobildesigner und -fabrikant († 1939)
- 15. Januar: Enrique Casal Chapí, spanischer Komponist († 1977)
- 15. Januar: Walter Frey, deutscher Politiker, Oberbürgermeister von Remscheid († 1966)
- 15. Januar: Gene Krupa, Jazz- und Big-Band-Schlagzeuger († 1973)
- 15. Januar: Elie Siegmeister, US-amerikanischer Komponist († 1991)
- 17. Januar: Elisabeth Hering, deutsche Schriftstellerin († 1999)
- 17. Januar: Freddie Frinton, englischer Komiker († 1968)
- 19. Januar: Hans Hotter, deutsch-österreichischer Bassbariton († 2003)
- 19. Januar: Ewald Kluge, deutscher Motorradrennfahrer († 1964)
- 21. Januar: Fritz Polcar, österreichischer Politiker († 1975)

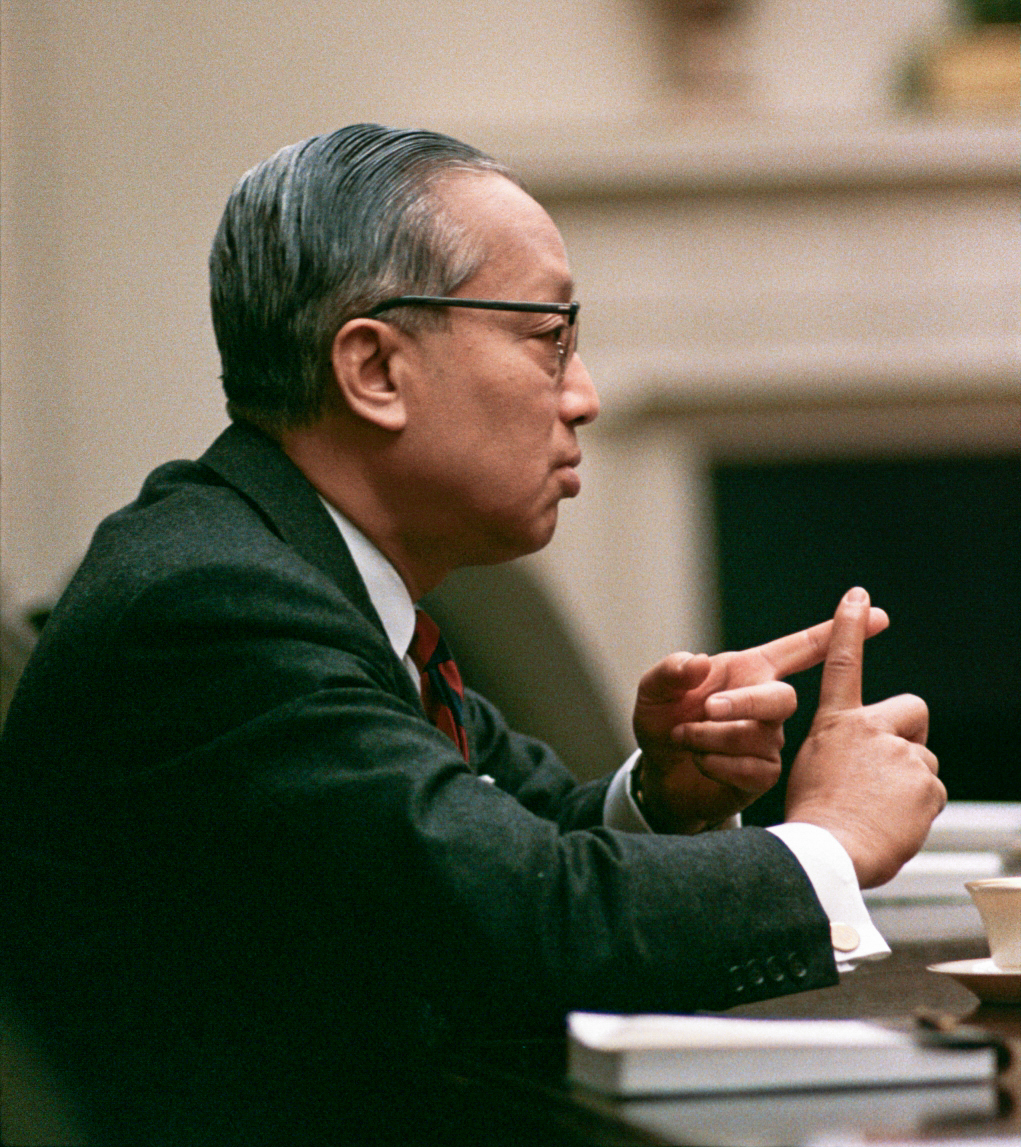
Sithu U Thant, 1968

- 22. Januar: U Thant, birmanischer Politiker, Generalsekretär der Vereinten Nationen († 1974)
- 23. Januar: Heinz Petermann, Präsident des Raiffeisenverbandes in Hannover († 1972)
- 23. Januar: Tatiana Avenirovna Proskouriakoff, Archäologin und Illustratorin († 1985)
- 24. Januar: Robert Pikler, australischer Geiger, Bratschist, Dirigent und Musikpädagoge ungarischer Herkunft († 1984)
- 24. Januar: Fritz Weber, deutscher Komponist (Ich bin ene kölsche Jung) († 1984)
- 25. Januar: Hans Graß, deutscher evangelischer Geistlicher und Hochschullehrer († 1994)
- 25. Januar: Karl Hasel, deutscher Forstwissenschaftler († 2001)
- 25. Januar: Glenn Kruspe, kanadischer Organist, Dirigent und Musikpädagoge († 1983)
- 25. Januar: Reinhold Münzenberg, deutscher Fußballspieler († 1986)
- 28. Januar: Lionel Crabb, britischer Kampftaucher und Marineoffizier (verschollen 1956)
- 30. Januar: Mihály Hajdú, ungarischer Komponist († 1990)
- 30. Januar: Wilhelm Lanzky-Otto, dänischer Hornist und Professor († 1991)
- 31. Januar: Hans Werner von Aufseß, deutscher Jurist, Ministerialbeamter und Autor († 1978)
- 31. Januar: Gregor Hradetzky, österreichischer Kanute († 1984)

### Februar
- 01. Februar: Cilli Wang, österreichische Kabarettistin und Tänzerin († 2005)
- 02. Februar: Hugo Launicke, Widerstandskämpfer gegen den Nationalsozialismus und SED-Politiker († 1975)
- 03. Februar: Simone Weil, französische Philosophin († 1943)
- 04. Februar: Karl Schönböck, österreichischer Schauspieler († 2001)
- 05. Februar: Grażyna Bacewicz, polnische Komponistin († 1969)
- 05. Februar: Lode Van Dessel, belgisch-amerikanischer Komponist und Organist († 1993)
- 07. Februar: Hélder Câmara, Erzbischof von Olinda und Recife († 1999)
- 07. Februar: Adolf Windorfer, deutscher Kinderarzt († 1996)
- 08. Februar: Andreas Matthäus, österreichisch-französischer Fußballspieler († 1979)
- 08. Februar: Wassili Iwanowitsch Rakow, sowjetischer Pilot († 1996)
- 09. Februar: Fergus Anderson, britischer Motorradrennfahrer († 1956)
- 09. Februar: Heather Grace Angel, britische Schauspielerin († 1986)
- 09. Februar: Gaudencio E. Antonino, philippinischer Unternehmer, Wirtschaftsmanager und Politiker († 1967)
- 09. Februar: Carmen Miranda, portugiesische Sängerin und Schauspielerin († 1955)
- 09. Februar: Dean Rusk, US-Außenminister († 1994)
- 09. Februar: Harald Genzmer, deutscher Komponist († 2007)
- 10. Februar: Holger Alexander Fransman, finnischer Hornist († 1997)
- 10. Februar: Bert Niosi, kanadischer Bandleader, Klarinettist, Saxophonist und Komponist († 1987)
- 11. Februar: Charles Joseph Paul Arnold, französischer Schriftsteller, Theaterhistoriker und Esoteriker († 1992)
- 11. Februar: Heinrich Mauersberger, deutscher Erfinder in der Textilindustrie († 1982)
- 11. Februar: Joseph L. Mankiewicz, US-amerikanischer Filmregisseur († 1993)
- 11. Februar: Max Baer, US-amerikanischer Boxweltmeister im Schwergewicht († 1959)
- 12. Februar: Rudolf Junges, deutscher Botschafter
- 12. Februar: Sigmund Rascher, deutscher SS-Arzt († 1945)
- 12. Februar: Zoran Mušič, italienisch-kroatischer Maler und Grafiker († 2005)
- 13. Februar: Mario Casariego y Acevedo, Erzbischof von Guatemala und Kardinal († 1983)
- 13. Februar: Joseph Meurers, deutscher Astronom, Astrophysiker und Naturphilosoph († 1987)
- 13. Februar: Herman Ridderbos, niederländischer evangelisch-reformierter Pfarrer und Neutestamentler († 2007)
- 14. Februar: Karen DeWolf, US-amerikanische Drehbuchautorin und Schriftstellerin († 1989)
- 15. Februar: Josef Frank, tschechoslowakischer Gewerkschafter († 1952)
- 15. Februar: Miep Gies, Gefährtin von Anne Frank († 2010)
- 15. Februar: HAP Grieshaber, deutscher Maler und Grafiker († 1981)
- 16. Februar: Sophie Dorothee von Podewils, deutsche Erzählerin und Lyrikerin († 1979)
- 17. Februar: Gertrude Abercrombie, US-amerikanische Künstlerin († 1977)
- 18. Februar: Dido Sotiriou, griechische Schriftstellerin († 2004)
- 18. Februar: Matti Järvinen, finnischer Speerwerfer; Olympiasieger 1932 († 1985)
- 20. Februar: Franz Hildebrandt, methodistischer Pastor und Theologe († 1985)
- 20. Februar: Grigori Jakowlewitsch Bachtschiwandschi, sowjetischer Testpilot († 1943)

- 20. Februar: Heinz Erhardt, Komiker, Musiker, Entertainer, Schauspieler, Dichter († 1979)
- 20. Februar: Lorenzo Alvary, US-amerikanischer Opernsänger (Bass) († 1996)
- 21. Februar: Elsie Attenhofer, Schweizer Kabarettistin, Schauspielerin, Schriftstellerin und Diseuse († 1999)
- 21. Februar: Auguste Jordan, österreichischer und französischer Fußballspieler († 1990)
- 21. Februar: Hans Erni, Schweizer Maler und Bildhauer († 2015)
- 22. Februar: Danny Biasone, US-amerikanischer NBA-Teambesitzer, Basketballpionier († 1992)
- 22. Februar: Lotte Meyer, deutsche Schauspielerin († 1991)
- 24. Februar: Abu al-Qasim asch-Schabbi, tunesischer Dichter († 1934)
- 24. Februar: Max Black, US-amerikanischer Philosoph († 1988)
- 24. Februar: August Derleth, US-amerikanischer Autor von Horror-Geschichten († 1971)
- 24. Februar: Ernst Falkner, deutscher Politiker († 1950)
- 24. Februar: Heinrich Härtle, deutscher Publizist († 1986)
- 24. Februar: Will Höhne, deutscher Schlagersänger († 1993)
- 24. Februar: Hans Joachim Stoebe, deutscher evangelischer Geistlicher und Hochschullehrer († 2002)
- 25. Februar: Anton Anderl, österreichischer Politiker († 1988)
- 25. Februar: Lew Andrejewitsch Arzimowitsch, sowjetischer Physiker († 1973)
- 25. Februar: Ernst Erich Noth, US-amerikanischer Literaturwissenschaftler und Schriftsteller († 1983)
- 26. Februar: Talal, jordanischer König († 1972)
- 26. Februar: Gunnar Andersen, norwegischer Skispringer († 1988)
- 27. Februar: Karl-Theodor Braun, deutscher Schiffsbauingenieur und Hochschullehrer († 1994)
- 000Februar: Paul Ackerman, US-amerikanischer Journalist († 1977)

### März
- 01. März: René Gardi, Reiseschriftsteller († 2000)
- 02. März: Dante Maggio, italienischer Schauspieler († 1992)
- 03. März: Otto Dippelhofer, Brigadegeneral im Bundesgrenzschutz († 1989)
- 03. März: Johnny Barfield, US-amerikanischer Old-Time- und Country-Musiker († 1974)
- 04. März: Michael Schneider, deutscher Organist, Chorleiter, Musikpädagoge und Musikwissenschaftler († 1994)
- 05. März: Floyd Davis, US-amerikanischer Automobilrennfahrer († 1977)
- 05. März: Ossip K. Flechtheim, deutscher Jurist, Politikwissenschaftler († 1998)
- 06. März: Stanisław Jerzy Lec, polnischer Aphoristiker († 1966)
- 06. März: Ōoka Shōhei, japanischer Schriftsteller († 1988)
- 06. März: Bill Schindler, US-amerikanischer Automobilrennfahrer († 1952)
- 07. März: André 'Trello' Abegglen, Schweizer Fußballspieler († 1944)
- 07. März: Gian Paolo Callegari, italienischer Dramatiker, Drehbuchautor und Filmregisseur († 1982)
- 07. März: Dorothy Champney, britische Automobilrennfahrerin († 1968)
- 07. März: Léo Malet, französischer Krimi-Schriftsteller († 1996)
- 08. März: Alberto Echagüe, argentinischer Sänger und Liedtexter († 1987)
- 08. März: László Rajk, ungarischer Politiker († 1949)
- 10. März: LeRoy Collins, US-amerikanischer Politiker († 1991)
- 10. März: Gerhard Hermes SAC, deutscher Pallottinerpater, Schriftleiter und Autor († 1988)
- 10. März: Willy Hüttenrauch, deutscher Politiker in der DDR († 1996)
- 11. März: Max Lüthi, Schweizer Literaturwissenschaftler und Märchenforscher († 1991)
- 13. März: Ernst Nils Sivar Erik Arnér, schwedischer Schriftsteller, Hörspielautor und Dramatiker († 1997)
- 16. März: Wilhelm Alfred Adlmüller, deutsch-österreichischer Modeschöpfer († 1989)
- 16. März: Ernesto Nathan Rogers, italienischer Architekt († 1969)
- 17. März: Kenneth Bliss Anderson, US-amerikanischer Drehbuchautor und Animator († 1993)
- 17. März: Georg Stadtmüller, deutscher Historiker und Byzantinist († 1985)
- 18. März: Ljubica Marić, serbische Komponistin († 2003)
- 18. März: Ross Russell, US-amerikanischer Jazz-Produzent und Autor († 2000)
- 18. März: Wolfgang Weber, deutscher Schachspieler († 1981)
- 19. März: Attilio Demaría, argentinisch-italienischer Fußballspieler und -trainer († 1990)
- 19. März: Rudolf Hiden, österreichischer und französischer Fußballspieler († 1973)
- 19. März: Otto John, Präsident des Bundesamts für Verfassungsschutz († 1997)
- 22. März: Nathan Rosen, US-amerikanisch-israelischer Physiker († 1995)
- 22. März: Bienvenido Troncoso, dominikanischer Sänger, Gitarrist und Komponist († 1961)
- 23. März: Hugo Aufderbeck, Theologe und Bischof († 1981)
- 24. März: Richard Wurmbrand, rumänischer Pfarrer († 2001)
- 25. März: Maria Gräfin von Maltzan, deutsche Tierärztin und Widerstandskämpferin († 1997)
- 26. März: Margarete Hütter, deutsche Politikerin († 2003)
- 27. März: Ben Webster, US-amerikanischer Jazz-Musiker († 1973)
- 29. März: Moon Mullican, US-amerikanischer Country und Western-Musiker († 1967)

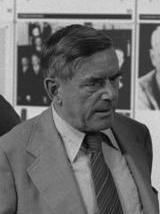
Golo Mann

- 27. März: Golo Mann, deutscher Historiker, Schriftsteller und Philosoph († 1994)
- 27. März: Heinrich Runte, deutscher Oberbürgermeister († 1978)
- 28. März: Hannsheinz Bauer, deutscher Politiker († 2005)
- 28. März: Margareta zu Sayn-Wittgenstein-Berleburg, schwedisch-deutsche Fürstin († 2005)
- 28. März: Nelson Algren, US-amerikanischer Schriftsteller († 1981)
- 29. März: Hanada Kiyoteru, japanischer Literaturkritiker († 1974)
- 30. März: John Anthony Burns, US-amerikanischer Politiker († 1975)
- 30. März: Ernst Gombrich, österreichischer Kunsthistoriker († 2001)
- 31. März: Johann Tauscher, österreichischer Feldhandballspieler († 1979)

### April
- 01. April: William Whitehouse, britischer Automobilrennfahrer († 1957)
- 02. April: Jean Kurt Forest, deutscher Komponist und Musiker († 1975)
- 02. April: Edo Osterloh, evangelischer Theologe und Politiker († 1964)
- 02. April: Osmar White, australischer Journalist, Korrespondent und Schriftsteller († 1991)
- 04. April: Konrad Thurano, dänischer Seilartist († 2007)
- 05. April: Albert R. Broccoli, US-amerikanischer Produzent († 1996)

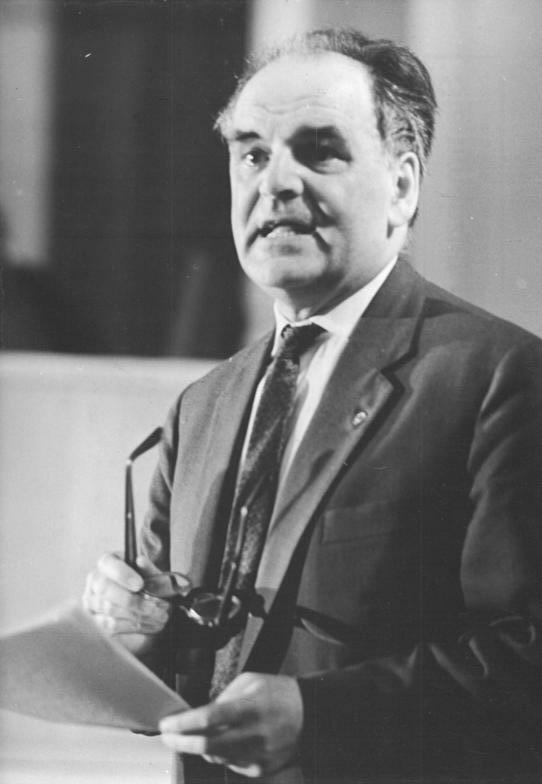
Ernst Engelberg

- 05. April: Ernst Engelberg, deutscher Historiker und Bismarck-Biograph († 2010)
- 05. April: Erwin Wegner, deutscher Leichtathlet und Olympiateilnehmer († 1945)
- 06. April: Stella Agsteribbe, niederländische Kunstturnerin († 1943)
- 06. April: Hermann Lang, deutscher Automobilrennfahrer († 1987)
- 06. April: Sjur Lindebrække, norwegischer Jurist († 1998)
- 06. April: Harry Westermann, deutscher Jurist († 1986)
- 07. April: Robert Pilchowski, Schriftsteller († 1990)
- 08. April: John Fante, US-amerikanischer Schriftsteller († 1983)
- 08. April: Olavi Pesonen, finnischer Komponist († 1993)
- 08. April: Lucien Vincent, französischer Automobilrennfahrer († 2001)
- 09. April: Ernst Achenbach, deutscher Politiker († 1991)
- 09. April: Fay Helm, US-amerikanische Schauspielerin († 2003)
- 10. April: Clarke Hinkle, US-amerikanischer American-Football-Spieler († 1988)
- 10. April: Hermann Trittelvitz, deutscher Politiker († 1970)
- 11. April: Werner Braune, SS-Standartenführer, Chef der Gestapo in Wesermuende († 1951)
- 12. April: Walter Schmiele, deutscher freier Schriftsteller und Übersetzer († 1998)
- 12. April: Jean Trémoulet, französischer Automobilrennfahrer und Widerstandskämpfer († 1944)
- 13. April: Hanne Mertens, deutsche Schauspielerin († 1945)
- 13. April: Stanisław Marcin Ulam, polnischer Mathematiker († 1984)
- 13. April: Eudora Welty, US-amerikanische Schriftstellerin und Fotografin († 2001)
- 14. April: Isabel Aretz, argentinische Musikethnologin, Folkloristin und Komponistin († 2005)
- 15. April: Wilhelm Prilipp, deutscher Brigadegeneral († 1989)
- 16. April: Roy Ashton, britischer Maskenbildner († 1995)
- 16. April: Karlheinz Idelberger, deutscher Mediziner († 2003)
- 19. April: Conel Hugh O’Donel Alexander, irischer Schachmeister († 1974)
- 19. April: Albert Schumburg, deutscher Schwimmer und Wasserballspieler († 1967)
- 20. April: Witold Krzemieński, polnischer Komponist, Dirigent und Musikpädagoge († 2001)
- 20. April: Dorothea Zeemann, österreichische Schriftstellerin († 1993)
- 20. April: George Tomasini, US-amerikanischer Film-Editor († 1964)
- 21. April: Karl Scheit, österreichischer Gitarrist, Lautenist und Musikpädagoge († 1993)
- 22. April: Gerhard Außner, deutscher Politiker († 1974)
- 22. April: Rita Levi-Montalcini, italienische Neurologin und Nobelpreisträgerin († 2012)
- 22. April: Benny Thomasson, US-amerikanischer Fiddlespieler († 1984)
- 23. April: Margot Kalinke, deutsche Politikerin († 1981)
- 24. April: Bernhard Grzimek, deutscher Tierarzt, Tierfilmer und Autor († 1987)
- 25. April: Ludwig Martin, deutscher Jurist († 2010)
- 26. April: Rudolf Arndt, deutscher Kommunist und Widerstandskämpfer († 1940)
- 26. April: Günther Beitzke, deutscher Rechtswissenschaftler († 2004)
- 26. April: Marianne Hoppe, deutsche Schauspielerin († 2002)
- 26. April: Charles Wolf, französischer Automobilrennfahrer († 1990)
- 27. April: Jos Moerenhout, belgischer Komponist und Dirigent († 1985)
- 29. April: Daniel Mayer, französischer Journalist, Résistancemitglied († 1996)

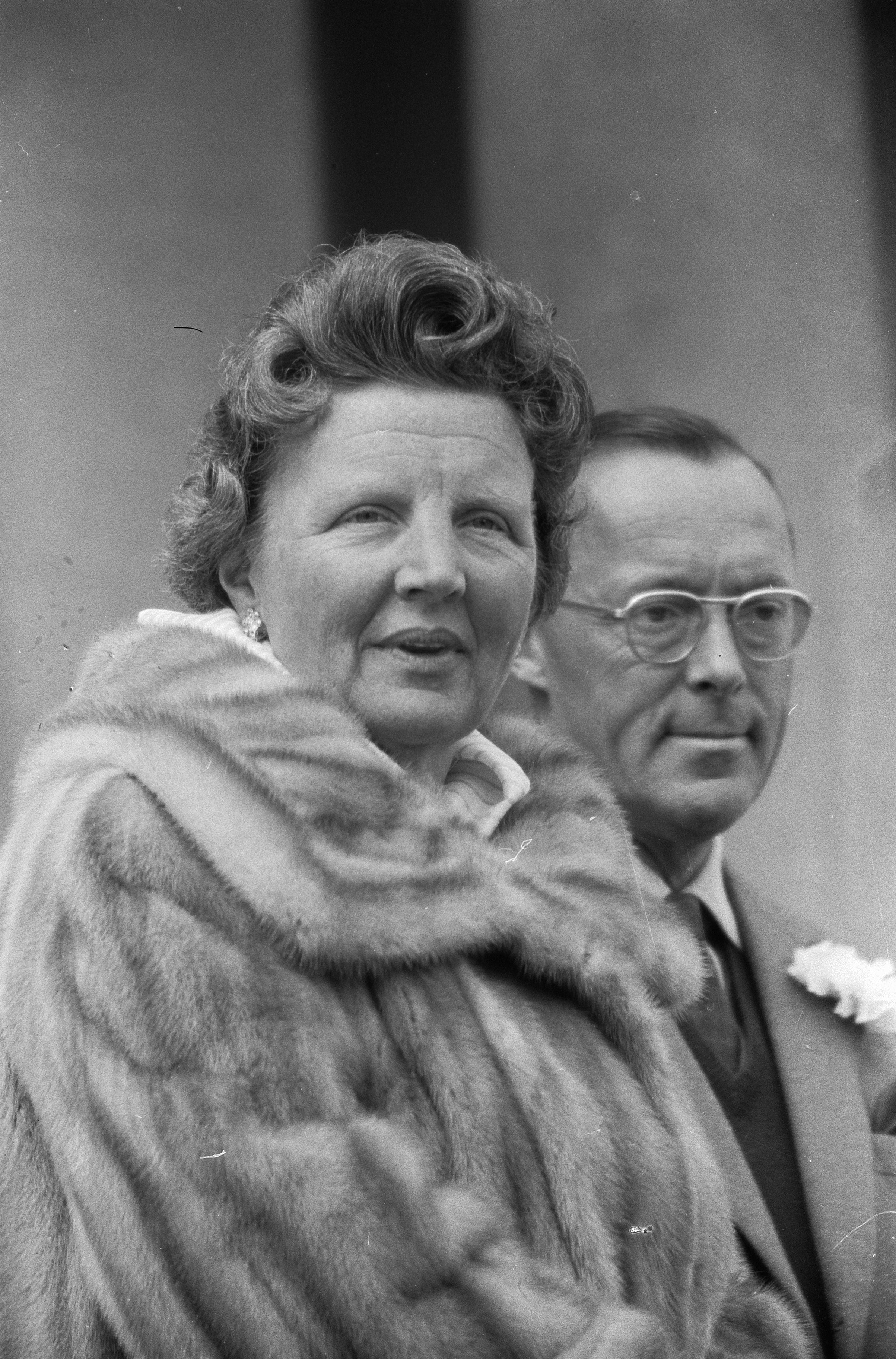
Königin Juliana, 1960

- 30. April: Juliana, niederländische Königin († 2004)
- 30. April: René Deltgen, luxemburgischer Schauspieler († 1979)

### Mai
- 01. Mai: Giannis Ritsos, griechischer Schriftsteller († 1990)
- 02. Mai: Teddy Stauffer, Schweizer Bandleader († 1991)
- 03. Mai: Hans Jürgen Abraham, deutscher Jurist († 1978)
- 03. Mai: Karl Gruber, österreichischer Politiker und Diplomat († 1995)
- 03. Mai: Colorado Pete, US-amerikanischer Country- und Cowboy-Musiker sowie Radiostar († 1969)
- 03. Mai: John A. Notte, US-amerikanischer Politiker († 1983)
- 04. Mai: Howard Da Silva, US-amerikanischer Film- und Theaterschauspieler († 1986)
- 05. Mai: Nakajima Atsushi, japanischer Schriftsteller († 1942)
- 06. Mai: Albert Richter, deutscher Forstwissenschaftler († 2007)
- 07. Mai: Edwin Herbert Land, US-amerikanischer Physiker († 1991)
- 07. Mai: Hildegard Joos, österreichische Malerin († 2005)
- 08. Mai: Lennart Bernadotte, schwedischer Adliger, Schöpfer der Blumeninsel Mainau († 2004)
- 08. Mai: Tommy Duchesne, kanadischer Akkordeonist († 1986)
- 08. Mai: Paul May, deutscher Regisseur und Produzent († 1976)
- 08. Mai: Otto Zierer, deutscher Schriftsteller († 1983)
- 09. Mai: Gordon Bunshaft, US-amerikanischer Architekt († 1990)
- 10. Mai: Ignacio María Aguirrezabala Ibarbia, spanischer Fußballspieler († 1979)
- 10. Mai: Maybelle Carter, US-amerikanische Country- und Folksängerin († 1978)
- 10. Mai: Jean de Gavardie, französischer Automobilrennfahrer († 1961)
- 10. Mai: Walentina Stepanowna Grisodubowa, sowjetische Pilotin († 1993)
- 13. Mai: Jim Elwes, britischer Autorennfahrer († 1988)
- 13. Mai: Tullio Vinay, italienischer waldensischer Pfarrer, evangelischer Theologe, Gründer Diakoniewerke und Politiker († 1996)
- 14. Mai: Wilhelm Hahn, deutscher CDU-Politiker, Kultusminister von Baden-Württemberg 1964–1978 († 1996)
- 14. Mai: Maria Krasna, deutsche Schauspielerin und Synchronsprecherin († 2011)
- 15. Mai: James Mason, englischer Filmschauspieler († 1984)
- 15. Mai: Cale Boggs, US-amerikanischer Politiker († 1993)
- 16. Mai: Luigi Villoresi, italienischer Automobilrennfahrer († 1997)
- 16. Mai: František Kožík, tschechischer Schriftsteller, Vertreter des Esperanto († 1997)
- 16. Mai: Margaret Sullavan, US-amerikanische Schauspielerin († 1960)
- 17. Mai: Giulio Carlo Argan, italienischer Kunsthistoriker und Politiker († 1992)
- 17. Mai: Karl Schäfer, österreichischer Eiskunstläufer († 1976)
- 17. Mai: Magda Schneider, deutsche Schauspielerin († 1996)
- 17. Mai: Werner Widmayer, deutscher Fußballspieler († 1942)
- 18. Mai: Alexander Aigner, österreichischer Mathematiker († 1988)
- 18. Mai: Fred Perry, britischer Tischtennis- und Tennisspieler († 1995)
- 19. Mai: Roger Chaput, französischer Jazzmusiker und bildender Künstler († 1994)
- 19. Mai: Nicholas Winton, britischer Retter jüdischer Kinder vor dem Holocaust († 2015)
- 20. Mai: Erich Kunz, österreichischer Opernsänger (Bariton) († 1995)
- 20. Mai: Pierre Nicole, Schweizer Journalist und Politiker († 1987)
- 21. Mai: Maria Innocentia Hummel, deutsche Franziskanerin, Zeichnerin und Malerin († 1946)
- 22. Mai: Heinrich Austermann, deutscher Politiker († 1984)
- 22. Mai: Rudolf Bergander, deutscher Maler und Kartenzeichner der Wehrmacht († 1970)
- 23. Mai: Werner Wittig, deutscher Radsportler († 1992)
- 24. Mai: Demetrio Aguilera Malta, ecuadorianischer Schriftsteller, Maler und Diplomat († 1981)
- 24. Mai: Hartmann Lauterbacher, Obergebietsführer der Hitler-Jugend († 1988)
- 24. Mai: Louis Fürnberg, deutscher Schriftsteller, Dichter und Musiker († 1957)
- 24. Mai: Wilbur Daigh Mills, US-amerikanischer Politiker († 1992)
- 25. Mai: Alfred Kubel, deutscher Politiker († 1999)
- 26. Mai: Matt Busby, schottischer Fußballspieler und Trainer († 1994)
- 26. Mai: Richard Maibaum, US-amerikanischer Drehbuchautor († 1991)
- 26. Mai: Charlie McCoy, US-amerikanischer Blues-Gitarrist, Sänger und Mandolinen-Spieler († 1950)
- 27. Mai: William Webster Hansen, US-amerikanischer Physiker († 1949)
- 29. Mai: Neil R. Jones, US-amerikanischer Science-Fiction-Autor († 1988)
- 30. Mai: Benny Goodman, US-amerikanischer Jazzmusiker († 1986)
- 30. Mai: Hilde Coppi, deutsche Widerstandskämpferin († 1943)
- 30. Mai: Norris Bradbury, US-amerikanischer Physiker († 1997)
- 30. Mai: Freddie Frith, britischer Motorradrennfahrer († 1988)
- 30. Mai: Gordon Gray, US-amerikanischer Politiker († 1982)
- 30. Mai: Gustav Kampendonk, deutscher Drehbuchautor († 1966)
- 31. Mai: Milt Gantenbein, US-amerikanischer American-Football-Spieler († 1988)
- 31. Mai: Eliza Hansen, deutsche Klavierpädagogin, Pianistin und Cembalistin († 2001)

### Juni
- 01. Juni: Szymon Goldberg, US-amerikanischer Dirigent und Violinist († 1993)
- 02. Juni: Percy Hope-Johnstone, britischer Peer, Soldat und Automobilrennfahrer († 1983)
- 03. Juni: Karl Bohmann, österreichischer Motorradrennfahrer († 1999)

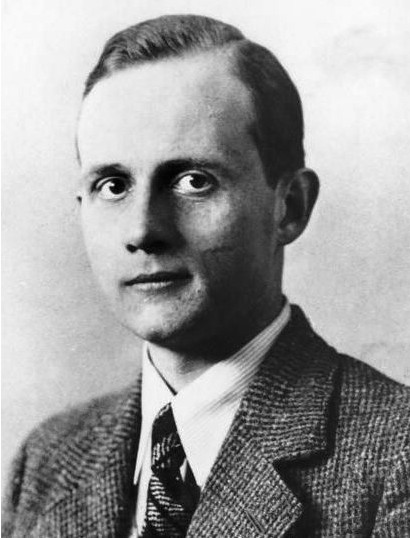
Ernst Eduard vom Rath

- 03. Juni: Ernst Eduard vom Rath, deutscher Diplomat und Botschaftssekretär in Paris († 1938)
- 03. Juni: Ludwig Koch, deutscher Widerstandskämpfer und Gewerkschafter († 2002)
- 04. Juni: Hans-Otto Meissner, deutscher Diplomat und Schriftsteller († 1992)
- 04. Juni: Hanuš Burger, Theater-, Film- und Fernseh-Regisseur und Drehbuchautor († 1990)
- 07. Juni: Virginia Apgar, US-amerikanische Chirurgin und Anästhesistin († 1974)
- 07. Juni: William Dupree, US-amerikanischer Bobfahrer († 1955)
- 07. Juni: Fritz Eschmann, deutscher Bundestagsabgeordneter († 1997)
- 07. Juni: Hasegawa Shirō, japanischer Schriftsteller und Übersetzer († 1987)
- 07. Juni: Jean Laurent, belgischer Violinist und Musikpädagoge († 2001)
- 07. Juni: Jessica Tandy, britische Schauspielerin († 1994)
- 07. Juni: Guy Weisweiller, französischer Automobilrennfahrer († 1982)
- 07. Juni: Peter Wallace Rodino, US-amerikanischer Kongressabgeordneter († 2005)
- 09. Juni: José Luis López-Aranguren, Philosoph und Essayist († 1996)
- 10. Juni: Langley Frederick George „Lang“ Hancock, australischer Eisenerzmagnat († 1992)
- 10. Juni: Elisabeth Oestreich, deutsche Mittelstreckenläuferin († 1994)
- 11. Juni: Hellmuth Otto Engelhardt, deutscher Lyriker († ?)
- 11. Juni: Fritz-Aurel Goergen, deutscher Industrie-Manager († 1986)
- 12. Juni: Wolfgang Frank, deutscher Schriftsteller († 1980)
- 13. Juni: Wilhelmine Corinth, deutsch-amerikanische Schauspielerin († 2001)
- 13. Juni: Vladimír Neff, tschechischer Schriftsteller, Übersetzer, Drehbuchautor († 1983)
- 13. Juni: Diedrich Wattenberg, deutscher Astronom und Publizist († 1996)
- 14. Juni: Burl Ives, US-amerikanischer Folk-Sänger, Autor und Schauspieler († 1995)
- 14. Juni: Harald Meschendörfer, rumänisch-deutscher Maler und Graphiker († 1984)
- 15. Juni: Peter Clentzos, US-amerikanischer Stabhochspringer († 2006)
- 15. Juni: Florian Mueller, US-amerikanischer Oboist und Komponist († 1983)
- 16. Juni: Michail Sergejewitsch Molodenski, russischer Geophysiker und Astronom († 1991)
- 16. Juni: Werner Naumann, Nationalsozialist, persönlicher Referent von Joseph Goebbels († 1982)
- 16. Juni: Willi Boskovsky, österreichischer Geiger und Dirigent († 1991)
- 17. Juni: Elmer Lee Andersen, US-amerikanischer Politiker († 2004)
- 17. Juni: Karl Gatermann der Jüngere, deutscher Maler, Graphiker und Bühnenbildner († 1992)
- 17. Juni: Fred Liewehr, österreichischer Kammerschauspieler († 1993)
- 17. Juni: Régine Pernoud, französische Mediävistin († 1998)
- 18. Juni: Willy Kramp, deutscher Schriftsteller († 1986)
- 19. Juni: Dazai Osamu, japanischer Schriftsteller († 1948)

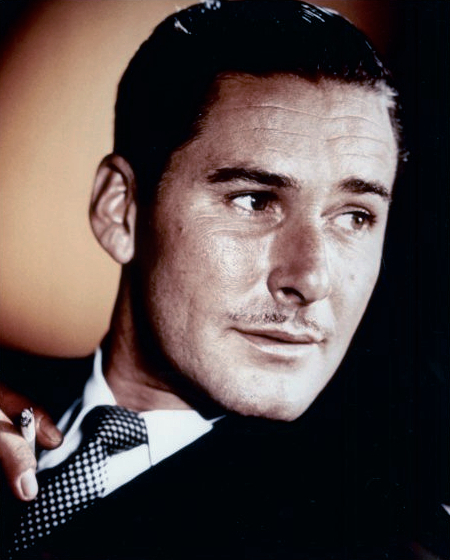
Errol Flynn, 1940

- 20. Juni: Errol Flynn, australischer Filmschauspieler († 1959)
- 21. Juni: Kurt Schwaen, deutscher Komponist († 2007)
- 22. Juni: Heinrich Graf von Lehndorff-Steinort, Widerstandskämpfer gegen Adolf Hitler († 1944)
- 22. Juni: Michael Todd, US-amerikanischer Filmproduzent († 1958)
- 22. Juni: Robert Wehgartner, deutscher Politiker († 1974)

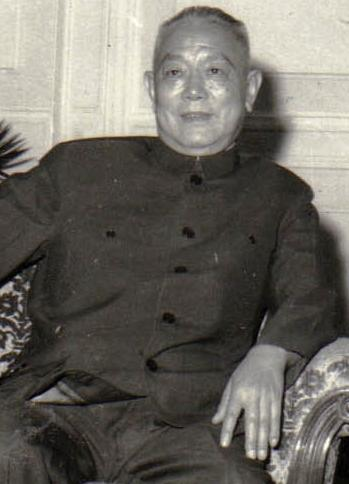
Li Xiannian

- 23. Juni: Liselotte Herrmann, deutsche Widerstandskämpferin († 1938)
- 23. Juni: Dietrich von Ploetz, deutscher Jurist und Kommunalpolitiker († 1944)
- 23. Juni: Li Xiannian, chinesischer Politiker († 1992)
- 24. Juni: William Penney, britischer Physiker († 1991)
- 26. Juni: Max Eisinger, deutscher Schachspieler († 1989)
- 26. Juni: Erwin Schopper, deutscher Physiker († 2009)
- 27. Juni: Alfred Heuß, deutscher Althistoriker († 1995)
- 27. Juni: Jewgenija Melnikowa, sowjetische Schauspielerin und Synchronsprecherin († 2001)
- 27. Juni: Walter Minarz, österreichischer Autor, Grafiker, Maler und Touristiker († 1991)
- 28. Juni: Jindřich Praveček, tschechischer Dirigent und Komponist (Blasmusik) († 2000)
- 28. Juni: Christophe Soglo, Präsident von Benin († 1983)
- 28. Juni: Hans Leibundgut, Schweizer Forstwissenschaftler († 1993)
- 28. Juni: Eric Ambler, britischer Schriftsteller († 1998)
- 30. Juni: Juan Bosch, dominikanischer Politiker, Staatschef und Schriftsteller († 2001)
- 30. Juni: Paul Constantinescu, rumänischer Komponist († 1963)

### Juli
- 01. Juli: Juan Carlos Onetti, uruguayischer Schriftsteller († 1994)
- 02. Juli: Hermann Bengtson, deutscher Althistoriker († 1989)
- 03. Juli: Earl Butz, US-amerikanischer Politiker († 2008)
- 03. Juli: Stavros Niarchos, griechischer Reeder († 1996)
- 03. Juli: Karl Plunder, österreichischer Pädagoge und Botaniker († 1978)
- 04. Juli: Robert Burks, US-amerikanischer Kameramann († 1968)
- 05. Juli: Anna Maria Achenrainer, österreichische Schriftstellerin († 1972)
- 05. Juli: Sylvia Gähwiller, Schweizer Sängerin und Gesangspädagogin († 1999)
- 05. Juli: Hans Wehr, deutscher Arabist († 1981)
- 06. Juli: Alexandre Constantin, französischer Automobilrennfahrer und Konstrukteur († 1983)

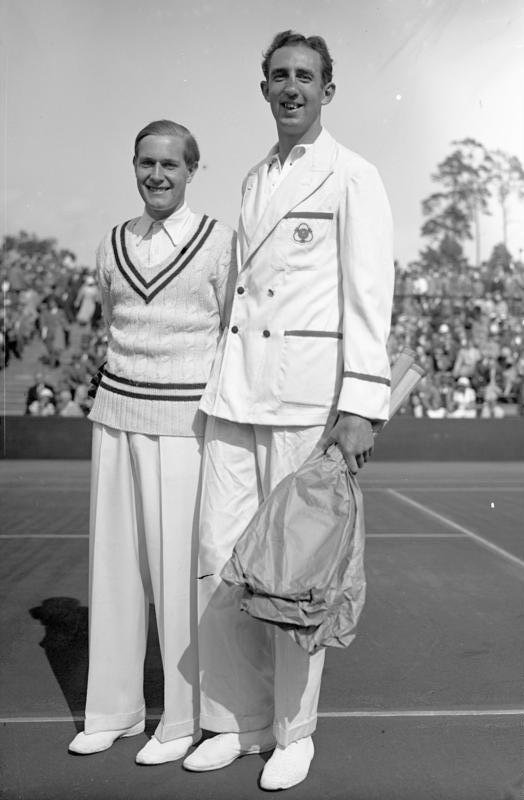
Gottfried von Cramm (links) mit dem irischen Tennisspieler George Lyttelton Rogers, 1932

- 07. Juli: Gottfried von Cramm, deutscher Tennisspieler († 1976)
- 09. Juli: David Frankfurter, jüdischer Medizinstudent und Attentäter Wilhelm Gustloffs († 1982)
- 09. Juli: Max Klankermeier, deutscher Motorrad- und Automobilrennfahrer († 1996)
- 11. Juli: Fritz Leonhardt, deutscher Bauingenieur von Brücken und Fernsehtürmen († 1999)
- 11. Juli: Gerhard Heilfurth, deutscher Volkskundler († 2006)
- 11. Juli: Song Renqiong, chinesischer Politiker († 2005)
- 12. Juli: Curly Joe DeRita, US-amerikanischer Komiker († 1993)
- 13. Juli: Washington Castro, argentinischer Komponist und Dirigent († 2004)
- 13. Juli: Prinz Souphanouvong, laotischer Politiker († 1995)
- 13. Juli: Baruch Harold Wood, englischer Schachmeister († 1989)
- 15. Juli: Hendrik Casimir, niederländischer Physiker († 2000)
- 16. Juli: Aruna Asaf Ali, indische Freiheitskämpferin († 1996)
- 17. Juli: Ignace Strasfogel, US-amerikanischer Komponist († 1994)
- 18. Juli: Andrei Gromyko, sowjetischer Politiker, langjähriger Außenminister († 1989)
- 18. Juli: Mohammed Daoud Khan, afghanischer Staatsmann († 1978)
- 19. Juli: Jenő Vécsey, ungarischer Komponist († 1966)
- 21. Juli: Stephen Edwards, britischer Ägyptologe († 1996)
- 22. Juli: Dorino Serafini, italienischer Motorrad- und Automobilrennfahrer († 2000)
- 22. Juli: Franz-Josef Röder, deutscher Politiker, Ministerpräsident des Saarlandes von 1959 bis 1979 († 1979)
- 22. Juli: Werner Scheid, deutscher Neurologe und Psychiater († 1987)
- 23. Juli: Lisa Gelius, deutsche Leichtathletin († 2006)
- 23. Juli: Rudolf Pfister, Schweizer evangelischer Geistlicher und Hochschullehrer († 2000)
- 24. Juli: Werner Ansel, deutscher Verwaltungsbeamter († 1988)
- 25. Juli: Hans Jürgen Hundt, deutscher Archäologe für Frühgeschichte († 1990)
- 26. Juli: Vivian Vance, US-amerikanische Schauspielerin († 1979)
- 27. Juli: Hilde Domin, deutsche Lyrikerin († 2006)
- 28. Juli: Carl Andresen, deutscher Theologe und Religionshistoriker († 1985)
- 28. Juli: Aenne Burda, deutsche Verlegerin († 2005)
- 28. Juli: César Concepción, puerto-ricanischer Trompeter, Arrangeur, Orchesterleiter und Komponist († 1974)
- 28. Juli: Theodor Ottawa, österreichischer Journalist und Schriftsteller († 1972)
- 28. Juli: Malcolm Lowry, englischer Schriftsteller († 1957)
- 29. Juli: Georgi Muschel, russischer Komponist († 1989)
- 29. Juli: Chester Himes, US-amerikanischer Schriftsteller († 1984)
- 29. Juli: Marcel Vandernotte, französischer Ruderer († 1993)
- 30. Juli: Cyril Northcote Parkinson, britischer Historiker und Publizist († 1993)

### August
- 01. August: Mary Elizabeth Caldwell, US-amerikanische Komponistin und Organistin († 2003)
- 03. August: José María de Areilza, spanischer Diplomat und Politiker († 1998)
- 03. August: Eduard Hundt, deutscher Fußballspieler († 2002)
- 03. August: Walter van Tilburg Clark, US-amerikanischer Schriftsteller († 1971)
- 04. August: Eva Kemlein, deutsche Fotografin († 2004)
- 04. August: Otto Steiger, Schweizer Schriftsteller († 2005)
- 04. August: Saunders Mac Lane, US-amerikanischer Mathematiker († 2005)
- 05. August: Pierre Guillaumat, französischer Politiker und Industrieller († 1991)
- 08. August: Erwin Hinze, deutscher Politiker (SPD/SED), Oberbürgermeister von Frankfurt (Oder) († 1972)

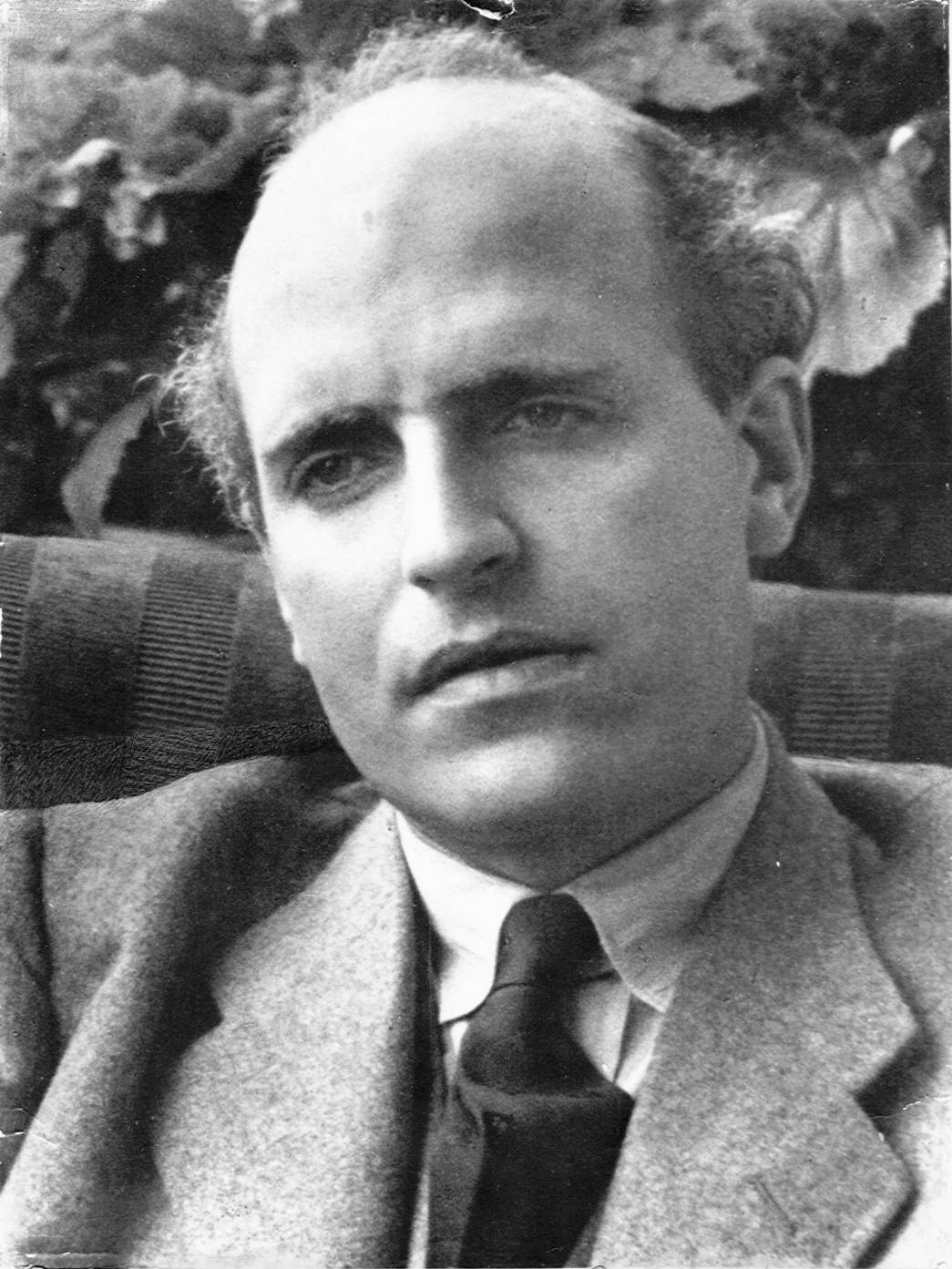
Adam von Trott zu Solz

- 09. August: Adam von Trott zu Solz, deutscher Jurist, Diplomat und Widerstandskämpfer († 1944)
- 10. August: Mohammed V., König von Marokko († 1961)
- 10. August: Claude Thornhill, US-amerikanischer Jazzmusiker († 1965)
- 10. August: Leo Fender, US-amerikanischer Musikinstrumentenbauer und Firmengründer († 1991)
- 10. August: Richard J. Hughes, US-amerikanischer Politiker († 1992)
- 10. August: Levon Madoyan, armenischer Dudukspieler († 1964)
- 11. August: Gaston Litaize, französischer Komponist, Organist und Orgellehrer († 1991)
- 12. August: Franz Six, NS-Funktionär und Kriegsverbrecher († 1975)
- 13. August: Werner Otto, deutscher Unternehmer († 2011)
- 14. August: Tibor Kozma, ungarisch-amerikanischer Dirigent († 1976)
- 15. August: Erwin Moritz Herbert Guttmann, deutscher Schachproblemkomponist († 1980)
- 16. August: Kurt Lischka, Gestapochef von Paris († 1989)
- 17. August: Fritz Hippler, NS-Filmpolitiker († 2002)
- 19. August: Jerzy Andrzejewski, polnischer Schriftsteller († 1983)
- 20. August: André Morell, britischer Schauspieler († 1978)
- 20. August: Konrad von Wangenheim, deutscher Reiter († 1953)
- 20. August: Olga Rubzowa, russische Schachspielerin († 1994)
- 21. August: Nikolai Bogoljubow, russischer Physiker († 1992)
- 21. August: C. Douglas Dillon, US-amerikanischer Politiker († 2003)
- 22. August: Wladimir Jermolajew, sowjetischer Flugzeugkonstrukteur († 1944)
- 23. August: Lisa Fittko, österreichische Schriftstellerin und Widerstandskämpferin († 2005)
- 23. August: Fritz Spiesser, deutscher Schriftsteller († 1971)
- 25. August: Andrew Liddell Aitken, englischer Fußballspieler († 1984)
- 25. August: Josef Augstein, deutscher Jurist († 1984)
- 25. August: Kurt Borm, deutscher Arzt der NS-Tötungsanstalt Sonnenstein und SS-Hauptsturmführer im Dritten Reich († 2001)
- 25. August: Eileen Hiscock, britische Leichtathletin und Olympiateilnehmerin († 1958)
- 25. August: Michael Rennie, britischer Schauspieler († 1971)
- 26. August: Julius Balkow, Minister für Außenhandel und Innerdeutschen Handel der DDR († 1973)
- 26. August: Richard Borgmann, deutscher Unternehmer, Kommunalpolitiker und Landrat († 1966)
- 26. August: Jim Davis, US-amerikanischer Schauspieler († 1981)
- 27. August: Lester Young, US-amerikanischer Tenorsaxophonist († 1959)
- 27. August: Sylvère Maes, belgischer Radrennfahrer († 1966)
- 27. August: Walter Arnold, deutscher Bildhauer († 1979)
- 28. August: Fritz Ihlau, deutscher Komponist und Musiker († 1995)
- 31. August: Marie-Louise Carven, französische Modedesignerin († 2015)
- 31. August: Hans-Joachim Fränkel, deutscher evangelischer Bischof und Menschenrechtler († 1996)
- 31. August: Walter Zawadil, deutscher Politiker († 1960)

### September
- 01. September: Jean Prenant, französischer Automobilrennfahrer († 1943)
- 02. September: Paulius Augius, litauischer Maler und Holzschnittkünstler († 1960)
- 02. September: Harro Schulze-Boysen, deutscher Offizier, Publizist und Widerstandskämpfer († 1942)
- 03. September: Erich Ahlers, deutscher Gartenbaudirektor († 2004)
- 04. September: Werner Böttcher, deutscher Leichtathlet († 1944)
- 04. September: Johannes Willebrands, Erzbischof von Utrecht und Kardinal († 2006)
- 04. September: William H. Ziegler, US-amerikanischer Film-Editor († 1977)
- 05. September: Yusuf Dadoo, südafrikanischer Politiker († 1983)
- 05. September: Fritz Martini, deutscher Germanist und Literaturhistoriker († 1991)
- 06. September: Severino Minelli, Schweizer Fußballspieler († 1994)
- 07. September: Elia Kazan, US-amerikanischer Filmregisseur († 2003)
- 07. September: Kurt A. Körber, Unternehmer und Mäzen († 1992)
- 08. September: Alfred Kunze, Dozent für Fußball an der DHfK Leipzig und Fußballtrainer († 1996)
- 08. September: Hermann Steuri, Schweizer Bergführer und Skirennfahrer († 2001)
- 09. September: Arthur Jonath, deutscher Leichtathlet († 1963)
- 09. September: Fred Korth, US-amerikanischer Jurist und Politiker († 1998)
- 10. September: Evelyne Hall, US-amerikanische Leichtathletin und Olympionikin († 1993)
- 11. September: Hans Augustin, deutscher Jurist († 1977)
- 11. September: Joachim Fernau, preußischer Schriftsteller und Maler († 1988)
- 12. September: Kurt Becher, SS-Standartenführer († 1995)
- 13. September: Jim Rhodes, US-amerikanischer Politiker († 2001)
- 13. September: Frits Thors, niederländischer Nachrichtensprecher († 2014)
- 14. September: Clara von Arnim, deutsche Autorin († 2009)
- 14. September: Peter Markham Scott, britischer Ornithologe, Naturschützer und Maler († 1989)
- 15. September: Johannes van Aartsen, niederländischer Politiker († 1992)
- 15. September: Conjeevaram Natarajan Annadurai, indischer Politiker und Autor († 1969)
- 15. September: Carlos Estrada, uruguayischer Komponist, Dirigent und Musikpädagoge († 1970)
- 15. September: Hans Fischinger, deutscher Filmregisseur († 1944)
- 15. September: Hans-Jürgen Nierentz, deutscher Schriftsteller und Fernsehintendant († 1995)
- 17. September: Max Wehrli, Schweizer Germanist und Literaturhistoriker († 1998)
- 18. September: Hertha Firnberg, österreichische Ministerin († 1994)
- 18. September: Willy Spilling, deutscher Komponist und Musikwissenschaftler († 1965)
- 19. September: Ferry Porsche, deutsch-österreichischer Unternehmer († 1998)
- 20. September: Friedrich Behrens, Wirtschaftswissenschaftler in der DDR († 1980)
- 20. September: Josef Korbel, tschechoslowakischer Diplomat und Autor († 1977)
- 21. September: Joachim P. Kuettner, deutsch-amerikanischer Physiker († 2011)

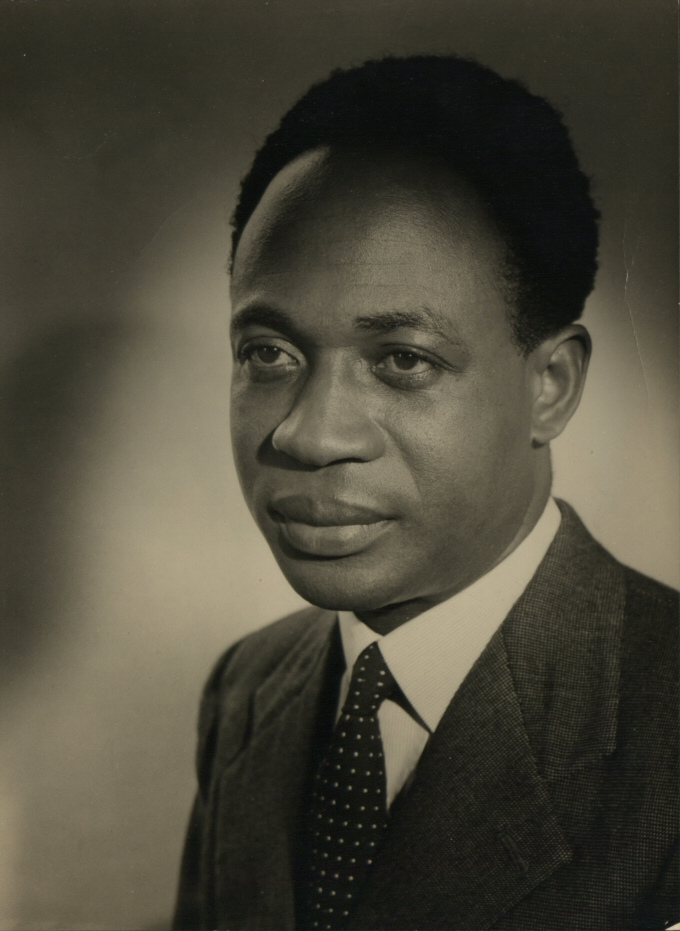
Kwame Nkrumah

- 21. September: Kwame Nkrumah, ghanaischer Denker und Politiker, Präsident von Ghana († 1972)
- 22. September: Václav Dobiaš, tschechischer Komponist († 1978)
- 22. September: Karl Lederer, österreichischer Jurist und Widerstandskämpfer († 1944)
- 22. September: David Riesman, US-amerikanischer Soziologe und Erziehungswissenschaftler († 2002)
- 23. September: Blanche Honegger, schweizerisch-US-amerikanische Violinistin und Dirigentin († 2011)
- 24. September: Virgil Max Exner, US-amerikanischer Industriedesigner († 1973)
- 26. September: Emma Ripper-Schwabe, österreichische Skirennläuferin, Chemikerin, Unternehmerin und Sportfunktionärin († 1997)
- 26. September: Ernst Günter Troche, deutscher Kunsthistoriker, Kunsthändler und Museumsdirektor († 1971)
- 28. September: Al Capp, US-amerikanischer Comiczeichner und -autor († 1979)
- 28. September: P. Jairaj, indischer Schauspieler († 2000)
- 28. September: Fred Rauch, österreichischer Sänger, Texter sowie Radiomoderator († 1997)
- 29. September: Herbert Lange, Kriminalkommissar der Staatspolizeileitstelle Posen, SS-Mörder († 1945)
- 29. September: Albin Skoda, österreichischer Film- und Theaterschauspieler († 1961)
- 29. September: Bernhard Timm, deutscher Industriemanager, Vorstandsvorsitzender der BASF AG († 1992)
- 29. September: Rodney Turner, britischer Automobilrennfahrer († 1995)
- 30. September: Rudolf Schütrumpf, deutscher Palynologe († 1986)

### Oktober
- 01. Oktober: Otto Kumm, deutscher Soldat, Nationalsozialist, Mitglied der Waffen-SS († 2004)
- 01. Oktober: Armando Soto La Marina, mexikanischer Schauspieler († 1983)
- 02. Oktober: David Hempstead, US-amerikanischer Filmproduzent und Drehbuchautor († 1983)
- 02. Oktober: Alex Raymond, US-amerikanischer Zeichner († 1956)
- 03. Oktober : Henry Stisted, britischer Automobilrennfahrer († 1962)
- 04. Oktober: Fernando Cortés, puerto-ricanischer Schauspieler, Regisseur und Drehbuchautor († 1979)
- 04. Oktober: Marcel Stern, französischer Komponist und Violinist († 1989)
- 05. Oktober: Ilse Abel, deutsche Schauspielerin († 1959)
- 05. Oktober: Otto Ackermann, Schweizer Dirigent († 1960)
- 05. Oktober: Bohdan-Ihor Antonytsch, ukrainischer Poet und Prosaist († 1937)
- 05. Oktober: Edward Osóbka-Morawski, polnischer Politiker und Ministerpräsident von Polen († 1997)
- 05. Oktober: Leopold Kohr, Philosoph, Träger des alternativen Nobelpreises († 1994)
- 05. Oktober: Walter Markov, deutscher Historiker († 1993)
- 06. Oktober: Emil Rudolf Greulich, deutscher Schriftsteller († 2005)
- 07. Oktober: Shura Cherkassky, russischer Pianist († 1995)
- 07. Oktober: Käthe Niederkirchner, Widerstandskämpferin im Dritten Reich († 1944)
- 08. Oktober: Bill Hewitt, US-amerikanischer American-Football-Spieler († 1947)
- 08. Oktober: Piotr Jaroszewicz, polnischer Politiker und Militär, Ministerpräsident von Polen († 1992)
- 09. Oktober: Martin Flörchinger, deutscher Schauspieler († 2004)
- 09. Oktober: Lila Kedrova, russische Schauspielerin († 2000)
- 10. Oktober: Konrad Proll, deutscher Architekt († 2000)
- 11. Oktober: Hellmut Holthaus, deutscher Redakteur und Schriftsteller († 1966)
- 12. Oktober: Dorothy Livesay, kanadische Lyrikerin († 1996)

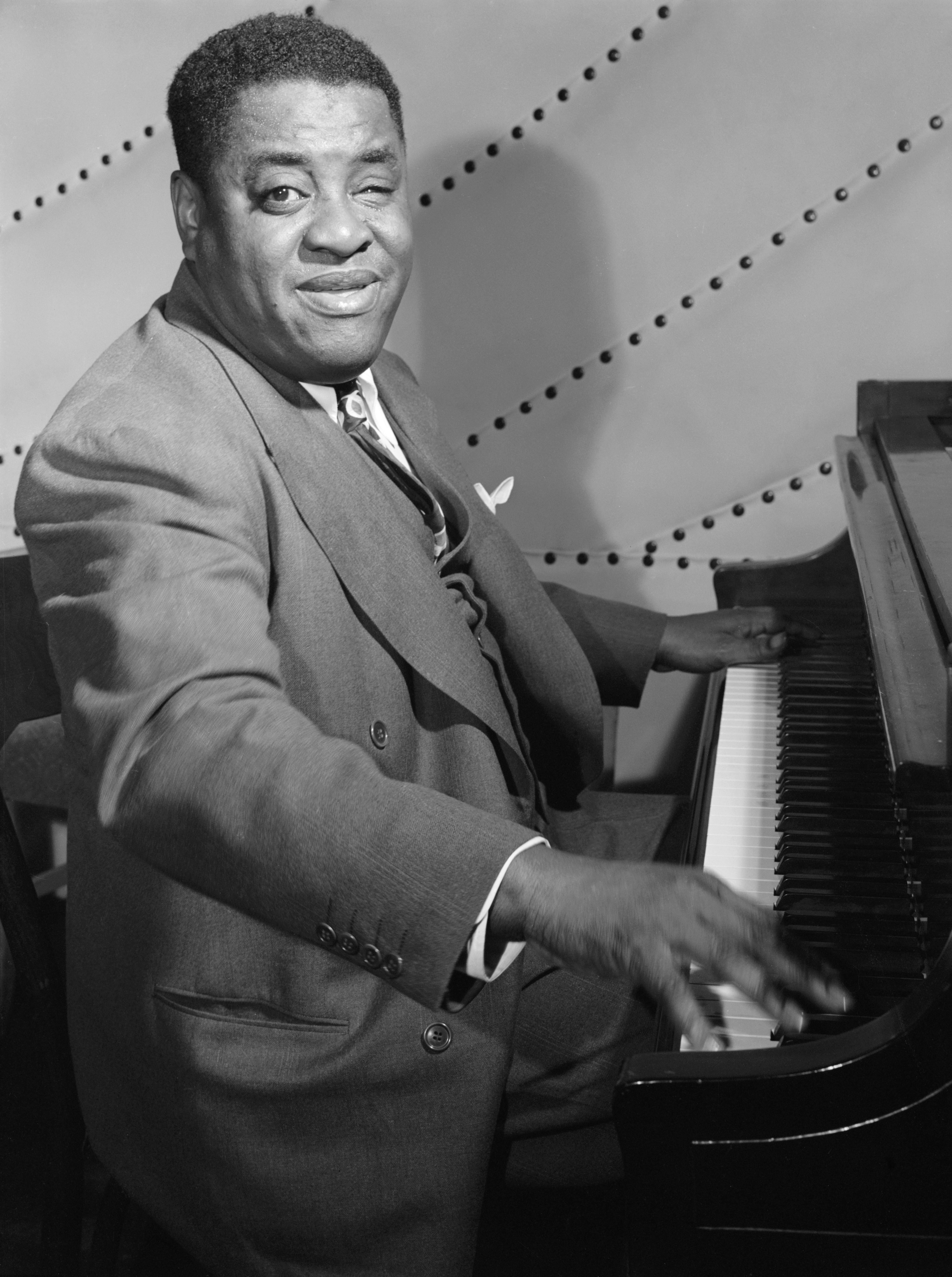
Art Tatum

- 13. Oktober: Art Tatum, US-amerikanischer Klaviervirtuose des Jazz († 1956)
- 14. Oktober: Manutschehr Eghbal, iranischer Premierminister († 1977)
- 14. Oktober: Bernd Rosemeyer, deutscher Automobilrennfahrer der Vorkriegszeit († 1938)
- 14. Oktober: Kalervo Tuukanen, finnischer Komponist († 1979)
- 15. Oktober: Jesse Leonard Greenstein, US-amerikanischer Astronom († 2002)
- 15. Oktober: Werner Lieven, deutscher Schauspieler († 1968)
- 16. Oktober: Walter Kremser, deutscher Forstwissenschaftler († 2000)
- 18. Oktober: Nikolai Petrowitsch Kamanin, sowjetischer Pilot († 1982)
- 18. Oktober: Norberto Bobbio, italienischer Rechtsphilosoph und Publizist († 2004)
- 19. Oktober: Marguerite Perey, französische Chemikerin und Physikerin († 1975)
- 19. Oktober: Leo Weber, Schweizer Pädagoge und Hochschullehrer († 2000)
- 20. Oktober: José Farías Ríos, peruanischer Leichtathlet († 1964)
- 20. Oktober: Carla Laemmle, US-amerikanische Schauspielerin († 2014)
- 21. Oktober: Heinrich Bleichrodt, deutscher Korvettenkapitän († 1977)
- 22. Oktober: Käte van Tricht, deutsche Organistin, Pianistin, Cembalistin und Musikpädagogin († 1996)
- 23. Oktober: Champion Jack Dupree, Blues-Sänger und -Pianist († 1992)
- 24. Oktober: Bill Carr, US-amerikanischer Sprinter und Olympiasieger († 1966)

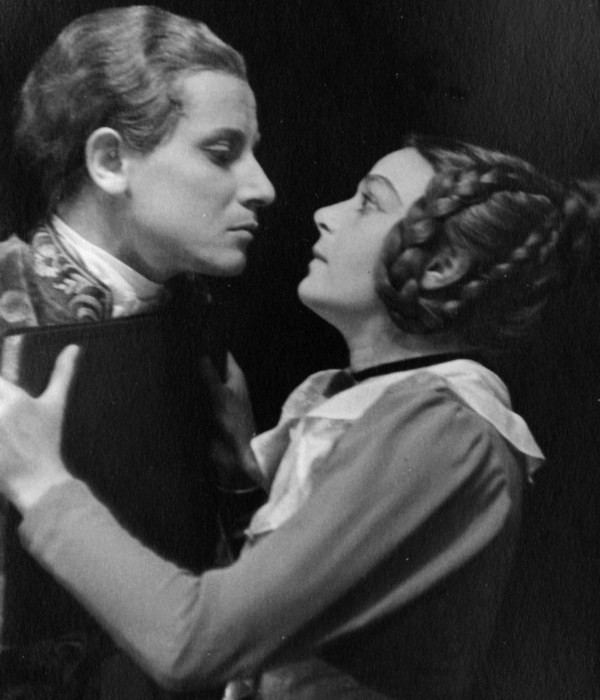
Dieter Borsche mit Lotte Berger in Die Mitschuldigen, 1937

- 25. Oktober: Dieter Borsche, deutscher Schauspieler († 1982)
- 27. Oktober: Henry Townsend, US-amerikanischer Blues-Musiker († 2006)

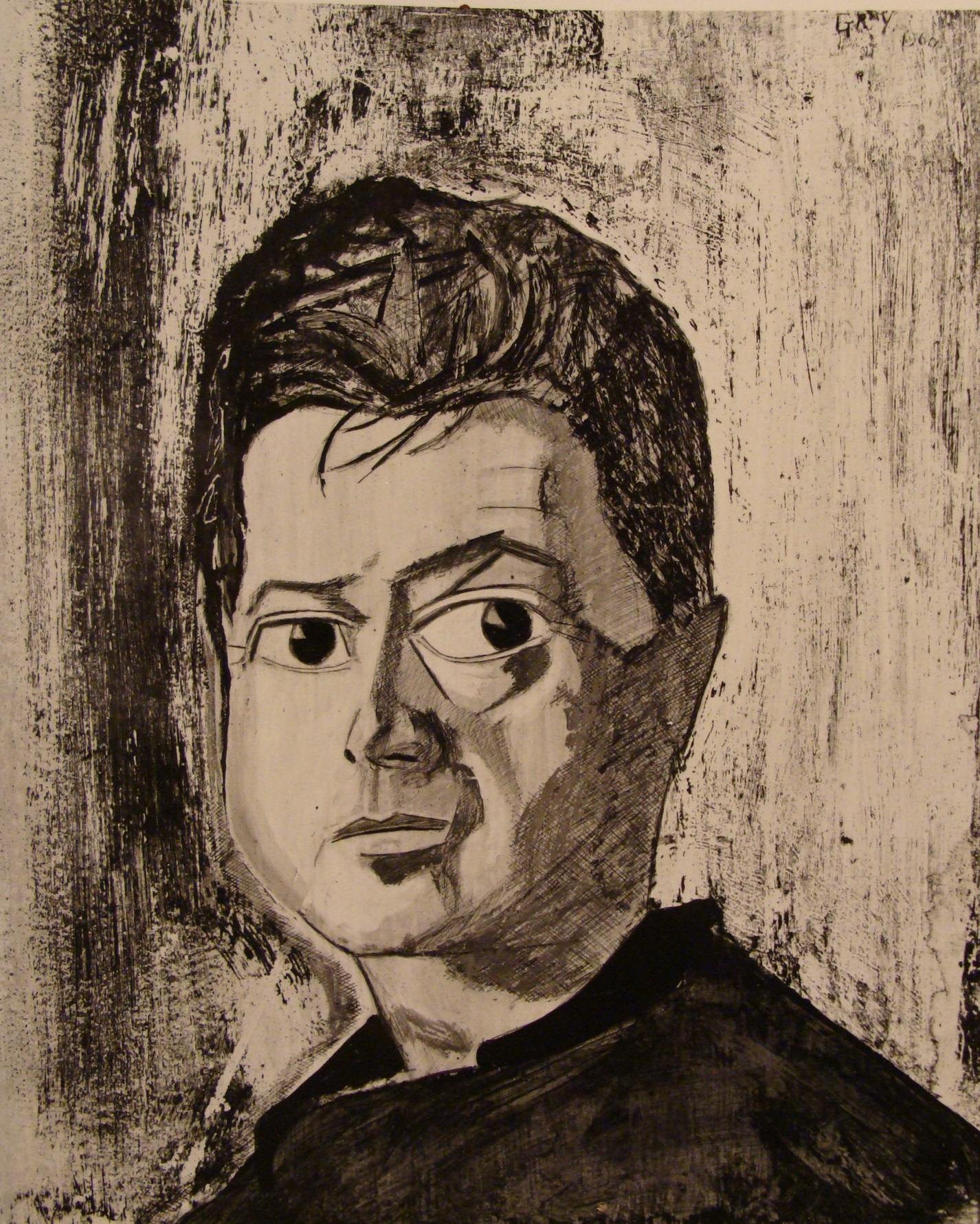
Reginald Gray: Porträt Francis Bacon, 1960

- 28. Oktober: Francis Bacon, irischer Maler († 1992)
- 28. Oktober: Werner Georg Haverbeck, SA- und SS-Mitglied sowie Pfarrer († 1999)
- 29. Oktober: Henock Abrahamsson, schwedischer Fußballtorhüter († 1958)
- 30. Oktober: Homi Jehangir Bhabha, indischer Physiker († 1966)
- 31. Oktober: Arnold Sundgaard, US-amerikanischer Schriftsteller und Librettist († 2006)

### November
- 01. November: Bruno Bjelinski, kroatischer Komponist († 1992)
- 02. November: Boško Milenković, jugoslawischer Automobilrennfahrer († 1955)
- 02. November: Heinz Richter, deutscher Ingenieur und Autor († 1971)
- 02. November: Vladimír Vaina, tschechoslowakischer Ruderer († 1996)
- 03. November: Marcel Anghelescu, rumänischer Schauspieler († 1977)
- 03. November: Felix Brodtbeck, Schweizer Chorleiter und Organist († 1982)
- 03. November: Herbert Haufrecht, US-amerikanischer Komponist und Folkloreforscher († 1998)
- 03. November: Theodor Tolsdorff, Generalleutnant der Wehrmacht im Zweiten Weltkrieg († 1978)
- 06. November: Henk Bijvanck, niederländischer Komponist († 1969)
- 08. November: Marie-Madeleine Fourcade, französische Widerstandskämpferin bzw. Geheimagentin († 1989)
- 09. November: Mirza Nasir Ahmad, Khalifat ul-Masih III. († 1982)
- 09. November: Massimo Pallottino, italienischer Archäologe († 1995)
- 09. November: Kay Thompson, US-amerikanische Sängerin, Schauspielerin und Schriftstellerin († 1998)
- 10. November: Robert Arthur, US-amerikanischer Autor († 1969)
- 10. November: László Halmos, ungarischer Komponist († 1997)
- 11. November: Friedrich Busch, deutscher evangelischer Theologe († 1944)
- 11. November: Robert Ryan, US-amerikanischer Schauspieler († 1973)
- 11. November: Walter Faller, deutscher Politiker († 2003)
- 11. November: Piero Scotti, italienischer Automobilrennfahrer († 1976)
- 15. November: Timothy Manning, Erzbischof von Los Angeles und Kardinal († 1989)
- 15. November: Auguste Hargus, deutsche Leichtathletin († 1995)
- 16. November: Mado Michio, japanischer Dichter von Kinderliedern († 2014)
- 16. November: Max Zimmering, deutscher Schriftsteller († 1973)
- 18. November: Valdemar Söderholm, schwedischer Komponist († 1990)
- 19. November: Peter Drucker, österreichischer Pionier der Managementlehre († 2005)
- 20. November: Marianne Breslauer, deutsche Fotografin († 2001)
- 21. November: Hermann Paul Müller, deutscher Automobil und Motorradrennfahrer († 1975)
- 22. November: Hans Holt, österreichischer Schauspieler († 2001)
- 22. November: Michail Mil, russischer Hubschrauberkonstrukteur († 1970)
- 23. November: Irakli Wissarionowitsch Abaschidse, georgisch-sowjetischer Dichter und Politiker († 1992)
- 23. November: Jean Jadot, belgischer Kurienbischof († 2009)
- 24. November: Otto Adam, deutscher Fechter († 1977)
- 24. November: Gerhard Gentzen, deutscher Mathematiker († 1945)
- 26. November: Eugène Ionesco, französischer Dramatiker († 1994)
- 26. November: Fritz Buchloh, deutscher Fußballspieler († 1998)
- 27. November: James Rufus Agee, US-amerikanischer Dichter, Journalist, Sozialaktivist, Drehbuchautor und Filmkritiker († 1955)
- 27. November: Anatoli Malzew, russischer Mathematiker und Logiker († 1967)
- 27. November: Peter Pan, deutscher Kabarettist († 1976)
- 28. November: Aleksandar Ranković, jugoslawischer Politiker († 1983)
- 29. November: Frank Zwillinger, österreichischer Schriftsteller († 1989)
- 29. November: Hans Gillesberger, österreichischer Chorleiter († 1986)
- 29. November: Stefan Skoumal, deutscher und österreichischer Fußballspieler († 1983)
- 30. November: Robert Nighthawk, US-amerikanischer Bluesmusiker († 1967)
- 30. November: Fritz Westheider, deutscher Handballspieler, Handballtrainer und Leichtathlet († 1999)

### Dezember
- 01. Dezember: Franz Bardon, tschechischer Okkultist († 1958)
- 01. Dezember: Hans-Heinrich Sievert, deutscher Leichtathlet und Olympiateilnehmer († 1963)
- 02. Dezember: Helen Douglas Adam, schottisch-US-amerikanische Dichterin und Künstlerin († 1993)
- 02. Dezember: Pietro Arcari, italienischer Fußballspieler († 1988)
- 02. Dezember: Arvo Askola, finnischer Leichtathlet († 1975)
- 02. Dezember: Marion Gräfin Dönhoff, deutsche Journalistin († 2002) Marion Gräfin Dönhoff

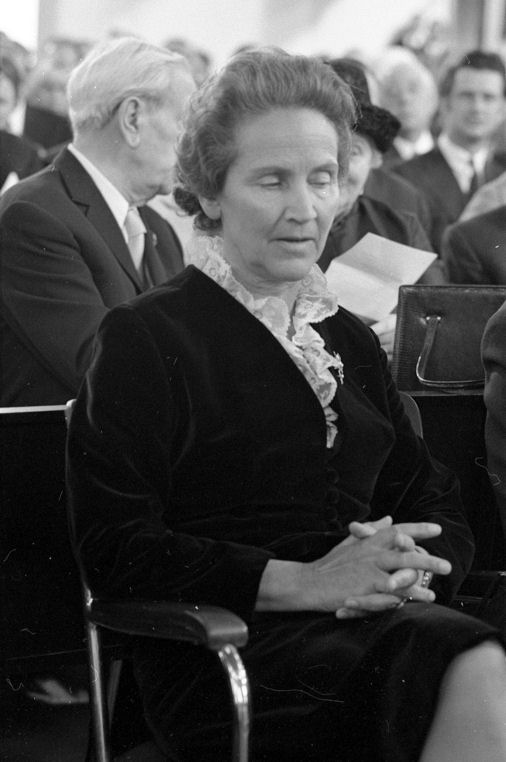
Marion Gräfin Dönhoff

- 02. Dezember: Sybille Schmitz, deutsche Schauspielerin († 1955)
- 03. Dezember: Wladimir Awramow, bulgarischer Geiger und Musikpädagoge († 2007)
- 03. Dezember: Charlotte Kretschmann, deutsche Altersrekordlerin und ältester Mensch, der jemals in Deutschland gelebt hat († 2024)
- 05. Dezember: Bobbie Heine, südafrikanische Tennisspielerin († 2016)
- 05. Dezember: Wilhelm Müller, deutscher Feldhandballspieler († 1984)
- 06. Dezember: Karl Vilmundarson, isländischer Leichtathlet († 1983)
- 07. Dezember: Erwin Lambert, deutscher Maurermeister und NSDAP-Mitglied († 1976)
- 07. Dezember: Hans Paetsch, deutscher Schauspieler, Regisseur und Synchronsprecher († 2002)
- 07. Dezember: Matthias Wörndle, deutscher Skilangläufer und -bergsteiger († 1942)
- 08. Dezember: Erich Hornsmann, deutscher Jurist, Sachbuchautor und Umweltschutzaktivist († 1999)
- 08. Dezember: José Sabre Marroquín, mexikanischer Komponist und Dirigent († 1995)
- 08. Dezember: Eugen Steimle, Chef des SD in Stuttgart († 1987)
- 09. Dezember: Roberto Beracochea, argentinischer Schriftsteller († 1988)
- 09. Dezember: Ernst Brückner, deutscher Jurist († 1976)
- 09. Dezember: Douglas Fairbanks junior, US-amerikanischer Filmschauspieler († 2000)
- 09. Dezember: Leonhard Joa, deutscher Automobilrennfahrer († 1981)
- 10. Dezember: Franz Scholz, Priester und Theologe († 1998)
- 11. Dezember: Hermann Frieb, deutscher sozialdemokratischer Politiker († 1943)
- 11. Dezember: Fred Andrew Seaton, US-amerikanischer Politiker († 1974)
- 11. Dezember: John Wyer, britischer Motorsportteameigner und Rennleiter († 1989)
- 11. Dezember: Wilhelm Blase, deutscher Politiker (SPD), MdBB und Bremer Senator († 1994)
- 12. Dezember: Hans Keilson, niederländischer Arzt und Psychoanalytiker und deutschsprachiger Schriftsteller († 2011)
- 13. Dezember: Eugen Bjørnstad, norwegischer Automobilrennfahrer († 1992)
- 13. Dezember: George Christensen, US-amerikanischer American-Football-Spieler († 1968)
- 14. Dezember: Edward Lawrie Tatum, US-amerikanischer Genetiker († 1975)
- 15. Dezember: Alfred Neumann, deutscher Politiker, Minister für Materialwirtschaft der DDR († 2001)
- 15. Dezember: Bruno Ribke, ehemaliger deutscher Fußballspieler
- 15. Dezember: Hans Ernst Schneider, deutscher Literaturwissenschaftler († 1999)
- 15. Dezember: Toni Zeller, deutscher Skilangläufer und Skispringer († 1962)
- 18. Dezember: Kaspar Muther, Schweizer Komponist, Klarinetten- und Sopransaxophonspieler († 1980)
- 19. Dezember: Edwin B. Astwood, US-amerikanischer Endokrinologe († 1976)
- 19. Dezember: Kurt Jaeger, deutscher Numismatiker († 1975)
- 20. Dezember: Vagn Holmboe, dänischer Komponist († 1996)
- 20. Dezember: Erdet Wenxiu, Nebenfrau des letzten Kaisers von China Puyi († 1953)
- 21. Dezember: Erich Arp, deutscher Politiker († 1999)
- 21. Dezember: George Wildman Ball, US-amerikanischer Jurist, Politiker und Diplomat († 1994)
- 21. Dezember: Erik Haps, belgischer Motorradrennfahrer († 1934)
- 21. Dezember: Hermann Heemsoth, deutscher Fernschachgroßmeister († 2006)
- 21. Dezember: Antonio José Plaza, argentinischer Erzbischof († 1987)
- 21. Dezember: Pi Scheffer, niederländischer Komponist und Dirigent († 1988)
- 22. Dezember: Patricia Hayes, britische Komikerin und Schauspielerin († 1998)
- 23. Dezember: Nakazato Tsuneko, japanische Schriftstellerin († 1987)
- 24. Dezember: Georgi Wassiljewitsch Afanassjew, belarussischer Schachkomponist († 1971)
- 24. Dezember: Franz West, österreichischer Politiker (KPÖ) († 1984)
- 25. Dezember: Zora Arkus-Duntov, US-amerikanischer Ingenieur († 1996)
- 26. Dezember: Oldřich Nejedlý, tschechoslowakischer Fußballspieler († 1990)
- 26. Dezember: Herbert Rittlinger, deutscher Abenteurer und Autor († 1978)
- 26. Dezember: Louis van Lint, belgischer Maler († 1986)
- 27. Dezember: Lou Brero, US-amerikanischer Automobilrennfahrer († 1957)
- 27. Dezember: Henryk Jabłoński, polnischer, kommunistischer Politiker († 2003)
- 27. Dezember: Albert Oeckl, deutscher Professor († 2001)
- 30. Dezember: Milton Rogovin, US-amerikanischer Fotograf († 2011)
- 31. Dezember: Giuseppe Addobbati, italienischer Schauspieler († 1986)
- 31. Dezember: Ernst Kramer, deutscher Architekt und Lokalhistoriker († 1993)

### Genaues Geburtsdatum unbekannt
- N. R. Acharya, indischer Filmregisseur und -produzent († 1993)
- Camille Andréa, kanadische Songwriterin († 2002)
- Eugenio Dragoni, Rennleiter der Scuderia Ferrari († 1974)
- Claude Dunbar, britischer Offizier († 1971)
- Friedrich Horn, deutscher Hockeyspieler
- Charly Jellen, österreichischer Automobilrennfahrer und Unternehmer († 1934)
- Michael Mosoeu Moerane, südafrikanischer Komponist und Chorleiter († 1981)
- Silvio Vailati, italienischer Motorradrennfahrer († 1940)
- Cecil Williams, britisch-südafrikanischer Bürgerrechtler und Dramaturg († 1979)

## Gestorben

### Januar/Februar
- 10. Januar: John Conness, US-amerikanischer Politiker (* 1821)
- 10. Januar: Eduard Scheve, Baptistenprediger (* 1836)

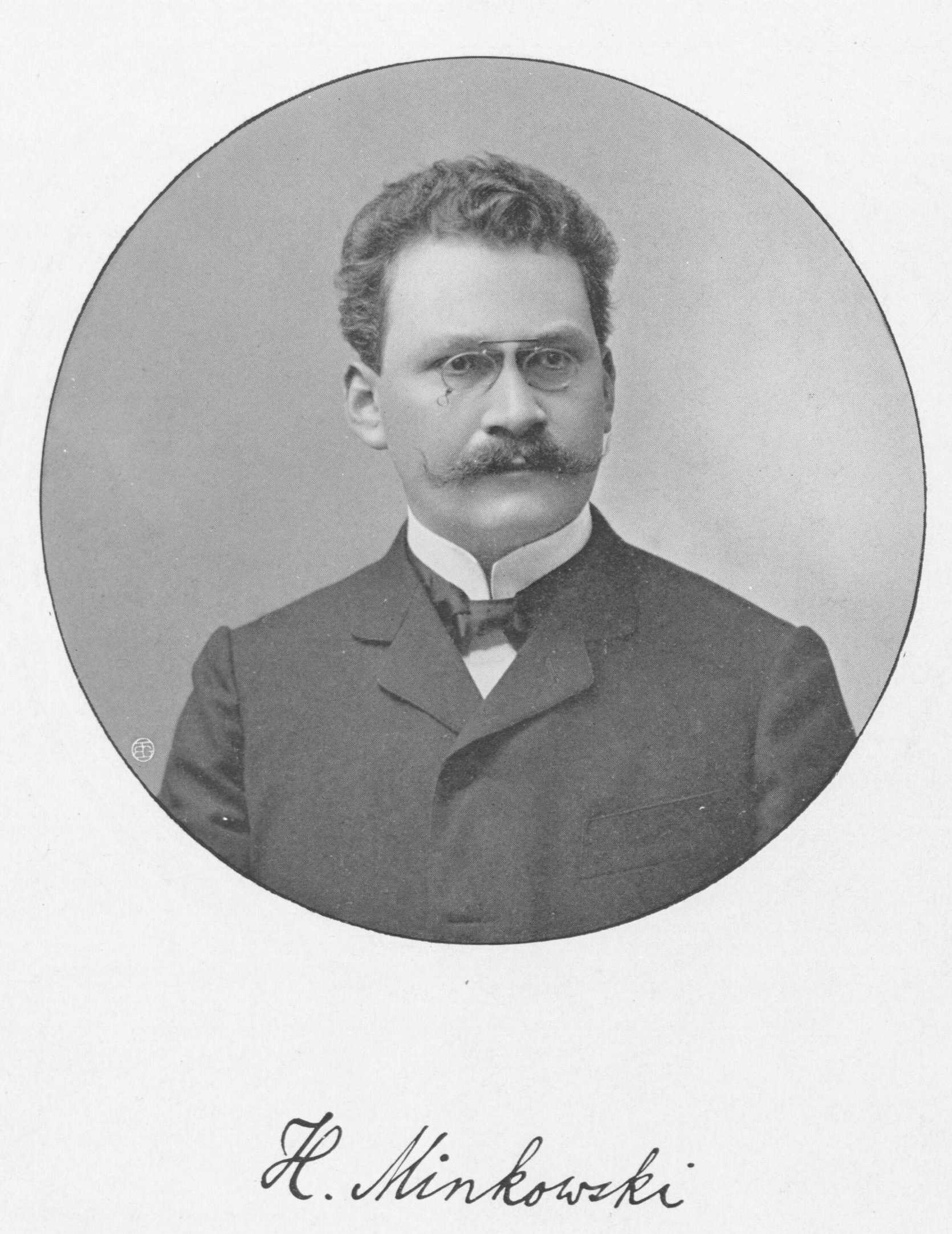
Hermann Minkowski

- 12. Januar: Hermann Minkowski, deutscher Mathematiker und Physiker (* 1864)
- 14. Januar: Sinowi Roschestwenski, russischer Admiral (* 1848)
- 15. Januar: Arnold Janssen, deutscher Missionar und der Gründer der Steyler Missionare (* 1837)
- 15. Januar: Ernst von Wildenbruch, deutscher Dichter und Dramatiker (* 1845)
- 15. Januar: Robert Zünd, Schweizer Maler (* 1827)
- 18. Januar: Christian Ludwig Arning, deutscher Richter und Politiker (* 1824)
- 18. Januar: Ernest Lavigne, kanadischer Komponist, Kapellmeister, Kornettist und Musikverleger (* 1851)
- 19. Januar: Gustav Ritter von Meyer, deutscher Justizrat (* 1834)
- 19. Januar: Umewaka Minoru I., japanischer Nōschauspieler (* 1828)
- 20. Januar: Torkel Halvorsen Aschehoug, norwegischer Rechtswissenschaftler und Politiker (* 1822)

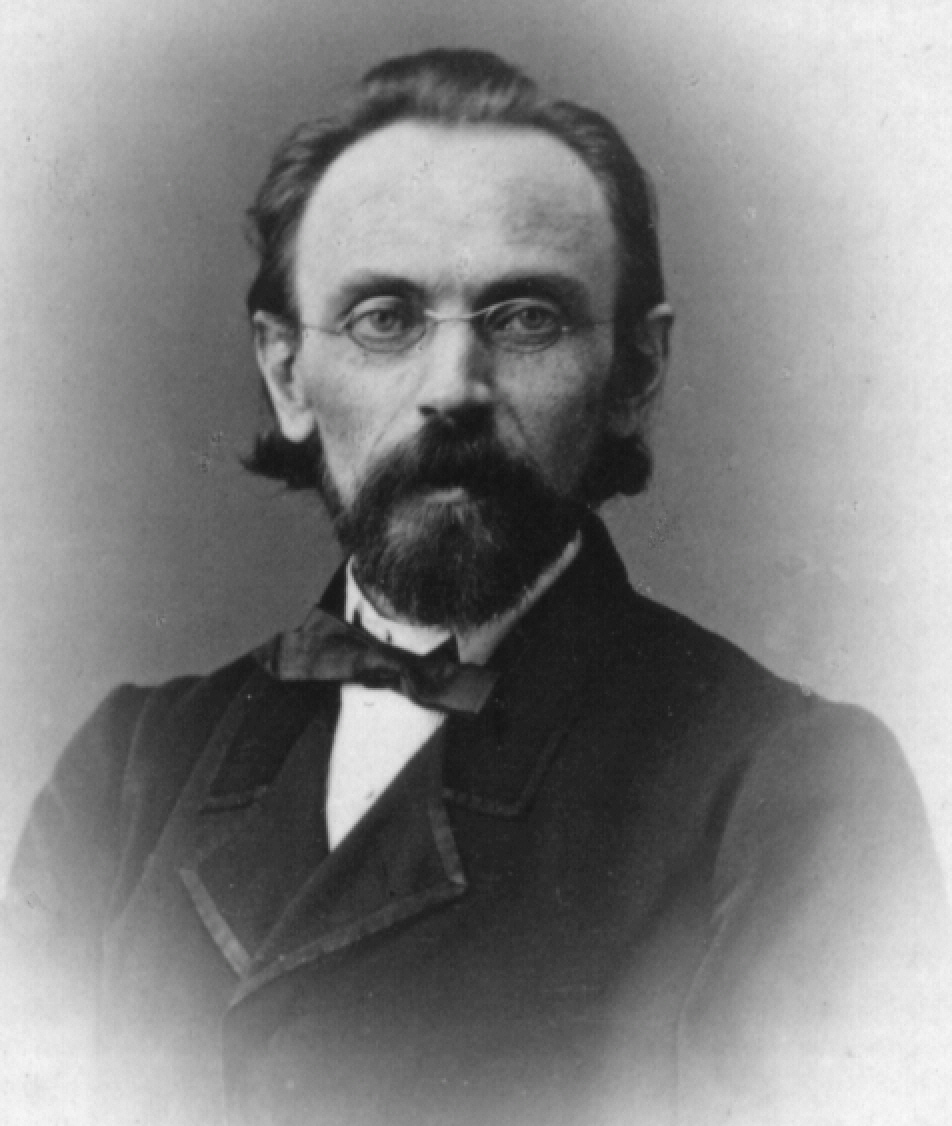
Emil Erlenmeyer

- 22. Januar: Emil Erlenmeyer, deutscher Chemiker (* 1825)
- 24. Januar: Petre Sebeşanu Aurelian, rumänischer Politiker (* 1833)
- 25. Januar: Charles-Eugène Galiber, französischer Marineoffizier und Politiker (* 1824)
- 30. Januar: Anton Spitalsky, österreichischer Industrieller (* 1831)
- 02. Februar: Anna Bachofner, Schweizer Schriftstellerin (* 1839)
- 02. Februar: Adolf Stoecker, deutscher Theologe und Politiker (* 1835)
- 03. Februar: Johann Georg Herzog, deutscher Organist, Komponist und Hochschullehrer (* 1822)
- 06. Februar: Maxime Piaggio, französischer Ruderer (* 1878)
- 08. Februar: Mieczysław Karłowicz, polnischer Komponist (* 1876)
- 08. Februar: Edouard Silas, niederländischer Komponist und Organist (* 1827)
- 12. Februar: Jakob Amsler, Schweizer Jurist und Politiker (* 1848)
- 14. Februar: Arno Senfft, deutscher Kolonialbeamter (* 1864)
- 17. Februar: Geronimo, indianischer Häuptling (* 1829)
- 20. Februar: Eginhard von Barfus, deutscher Schriftsteller (* 1825)
- 20. Februar: Rodolphe Lindt, Schweizer Schokoladenproduzent (* 1855)
- 20. Februar: Paul Ranson, französischer Designer und Maler des Symbolismus (* 1864)
- 21. Februar: Xaver Imfeld, Schweizer Kartograph (* 1853)
- 26. Februar: Emmanuel Poiré, französischer Karikaturist und humoristischer Zeichner (* unbekannt)
- 26. Februar: Hermann Ebbinghaus, deutscher Psychologe (* 1850)

### März/April
- 02. März: August Overweg, deutscher Politiker und Sohn von Carl Overweg (* 1836)
- 06. März: Gustaf af Geijerstam, schwedischer Schriftsteller (* 1858)
- 06. März: August Mau, deutscher Archäologe (* 1840)
- 08. März: Léon Théry, französischer Automobilrennfahrer (* 1879)
- 12. März: Frieda von Bülow, deutsche Schriftstellerin (* 1857)
- 12. März: Herrmann Julius Meyer, deutscher Verleger (* 1826)
- 15. März: Louis Grand, Schweizer Jurist und Politiker (* 1843)
- 16. März: Adalbert Matkowsky, deutscher Schauspieler (* 1857)
- 21. März: Rudolf Gottschall, deutscher Schriftsteller und Literaturkritiker (* 1823)
- 22. März: Friedrich Ludwig Balthasar Amelung, baltischer Industrieller, Schachspieler und Publizist (* 1842)
- 24. März: Alfred Messel, deutscher Architekt (* 1853)
- 24. März: John Millington Synge, irischer Schriftsteller (* 1871)
- 25. März: Edmond de Grenus, Schweizer Offizier und Bankier (* 1839)
- 27. März: Julius Kautz, ungarischer Nationalökonom (* 1829)
- 03. April: Benjamin Johnson Lang, US-amerikanischer Organist, Pianist, Dirigent und Komponist (* 1837)
- 4. April: Alexander von Berckefeldt, preußischer Offizier und Bürgermeister (* 1830)
- 04. April: Adolf von Sonnenthal, österreichischer Schauspieler (* 1834)
- 08. April: Venceslaus Ulricus Hammershaimb, färöischer Pfarrer und Philologe (* 1819)
- 09. April: Ethan A. Hitchcock, US-amerikanischer Politiker (* 1835)
- 10. April: Algernon Charles Swinburne, britischer Dichter (* 1837)
- 14. April: Miguel Juárez Celman, argentinischer Präsident (* 1844)
- 19. April: Howard Baskerville, amerikanischer Lehrer in der Missionsschule der Presbyterianer in Tabriz (* 1885)
- 20. April: Gustav Karl Heinrich Ferdinand Emil von Arnim, preußischer General (* 1829)
- 21. April: David Turpie, US-amerikanischer Politiker (* 1828)
- 24. April: Max Ihm, deutscher Altphilologe (* 1863)
- 28. April: Frederick Holbrook, US-amerikanischer Politiker (* 1813)

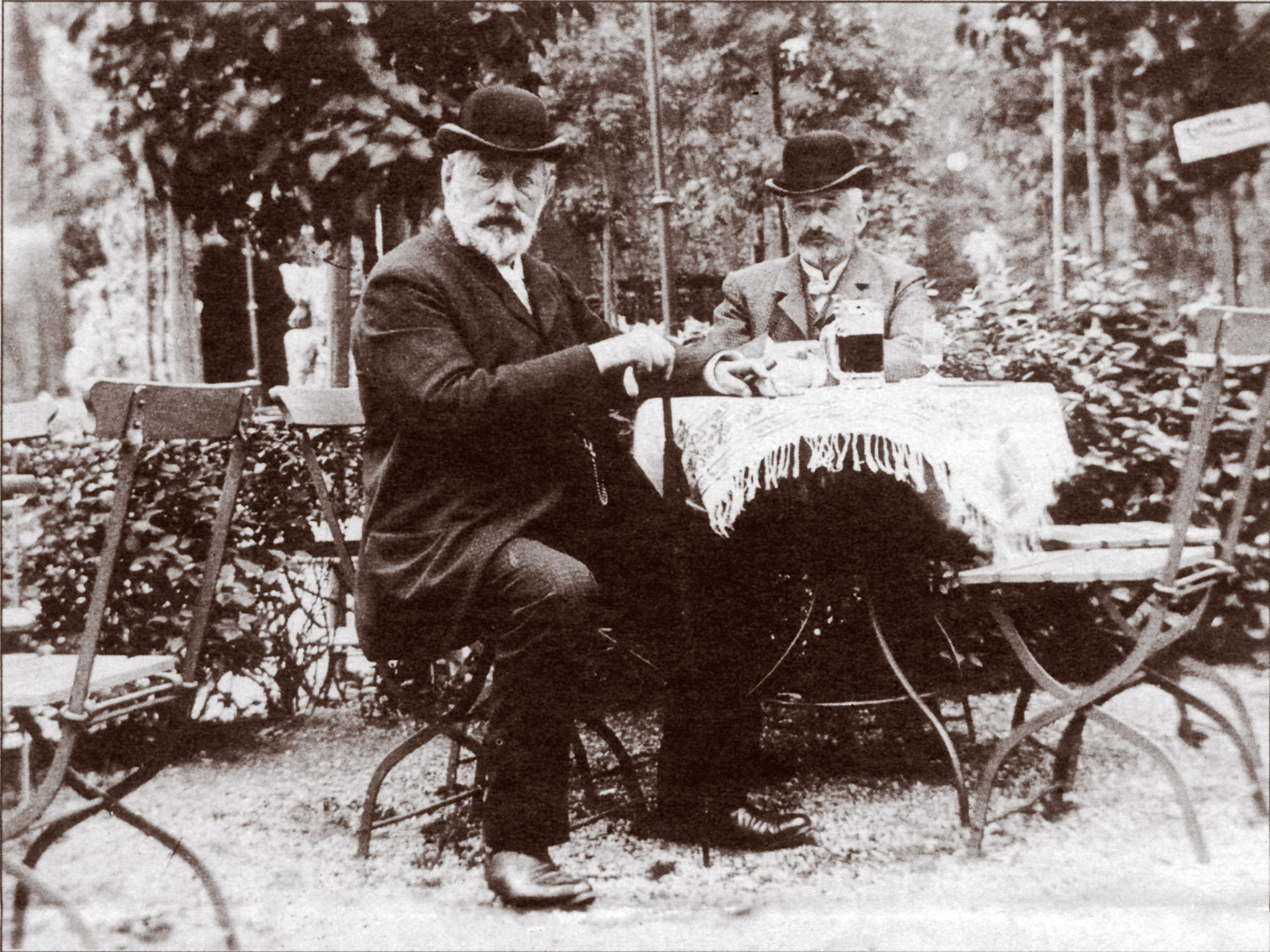
Ernst Pinkert

- 28. April: Ernst Pinkert, deutscher Gastronom und Gründer des Zoo Leipzig (* 1844)

### Mai/Juni
- 02. Mai: Manuel Amador Guerrero, panamaischer Staatspräsident (* 1833)
- 02. Mai: Józef Szczepkowski, polnischer Opernsänger (* 1849)
- 04. Mai: Hans Nydegger, Schweizer Journalist und Schriftsteller (* 1848)
- 05. Mai: Ferdinand Forzinetti, französischer Gefängnisdirektor (* 1839)
- 06. Mai: Fanny Cerrito, italienische Balletttänzerin und Choreographin (* 1817)
- 07. Mai: Carl Joachim Andersen, dänischer Flötist, Dirigent und Komponist (* 1847)
- 08. Mai: Friedrich August von Holstein, deutscher Diplomat (* 1837)
- 09. Mai: Augusta Jane Evans Wilson, US-amerikanische Schriftstellerin (* 1835)
- 09. Mai: Margarete Steiff, deutsche Unternehmerin (* 1847)
- 10. Mai: Futabatei Shimei, Schriftsteller und Übersetzer russischer Literatur (* 1864)
- 10. Mai: Georg Howaldt, deutscher Ingenieur und Kommerzienrat (* 1841)
- 15. Mai: Ernest Henri Besnier, französischer Dermatologe (* 1831)
- 18. Mai: George Meredith, britischer Schriftsteller (* 1828)
- 20. Mai: Theodor Wilhelm Engelmann, deutscher Physiologe, Biologe und Zoologe (* 1843)
- 24. Mai: Georg von Neumayer, deutscher Geophysiker und Polarforscher (* 1826)
- 24. Mai: Franz Pfanner, Gründer der Mariannhiller Missionare und der Missionsschwestern vom Kostbaren Blut (* 1825)
- 24. Mai: August Tonnar, deutscher Bierbrauer sowie Dialektforscher und Heimatdichter (* 1827)
- 29. Mai: Thomas Theodore Crittenden, US-amerikanischer Politiker (* 1832)
- 01. Juni: Giuseppe Martucci, italienischer Komponist, Pianist und Dirigent (* 1856)
- 08. Juni: Karl Nikolai Jensen Börgen, deutscher Astronom (* 1843)
- 08. Juni: Fritz Overbeck, deutscher Maler (* 1869)
- 08. Juni: Hermann Walter, deutscher Fotograf (* 1838)
- 10. Juni: Robert J. Reynolds, US-amerikanischer Politiker (* 1838)
- 15. Juni: Emilie Vouga-Pradez, Schweizer Malerin (* 1839)
- 16. Juni: Ivar Eggert Hedenblad, schwedischer Komponist, Dirigent und Musikpädagoge (* 1851)
- 20. Juni: Johannes Strebel, deutscher Orgelbauer (* 1832)
- 28. Juni: Richard Muther, deutscher Kunsthistoriker (* 1860)
- 29. Juni: George Blake Cosby, General der Konföderierten (* 1830)

### Juli/August

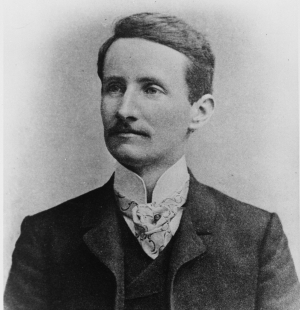
Walter Ritz

- 07. Juli: Walter Ritz, Schweizer Mathematiker (* 1878)
- 10. Juli: Adolf Aich, deutscher Geistlicher (* 1824)
- 11. Juli: Hans Hoffmann, deutscher Schriftsteller (* 1848)
- 11. Juli: Simon Newcomb, US-amerikanischer Astronom (* 1835)
- 14. Juli: Emmerich von Arco auf Valley, deutscher Diplomat (* 1852)
- 14. Juli: John Goode, US-amerikanischer Jurist und Politiker (* 1829)
- 18. Juli: Carlos María de Borbón, carlistischer Thronprätendent in Spanien und Frankreich (* 1848)
- 20. Juli: Johanna Mestorf, deutsche Archäologin, Museumsdirektorin und Professorin (* 1828)
- 21. Juli: Gustav Karpeles, deutsch-jüdischer Publizist und Literaturhistoriker (* 1848)
- 22. Juli: Oscar Byström, schwedischer Komponist (* 1821)
- 22. Juli: Detlev von Liliencron, deutscher Dichter und Schriftsteller (* 1844)
- 23. Juli: Ernest François Cambier, belgischer Erbauer der ersten Eisenbahn des Kongo (* 1844)
- 23. Juli: Zygmunt Noskowski, polnischer Komponist (* 1846)
- 31. Juli: Fazlollah Nuri, schiitischer Geistlicher (* 1843)
- 000Juli: Robert Turner, US-amerikanischer Bahai (* 1855)
- 11. August: Heinrich von Attems-Petzenstein, österreichischer Offizier und Pomologe (* 1834)
- 15. August: Laura Theresa Alma-Tadema, britische Malerin und Illustratorin (* 1852)
- 19. August: Ludwig Gumplowicz, einer der Gründungsväter der europäischen Soziologie (* 1838)
- 19. August: Ernest Pictet, Schweizer Bankier und Politiker (* 1829)
- 26. August: Jesper Jespersen von Bahnson, dänischer Generalleutnant und Kriegsminister (* 1827)

### September/Oktober
- 04. September: Ernst von Stubenrauch, deutscher Landrat (* 1853)
- 08. September: Frank Crawford Armstrong, US-amerikanischer Brigadegeneral (* 1835)
- 09. September: Edward Moody McCook, US-amerikanischer Politiker (* 1833)
- 17. September: Alexander Strakosch, österreichischer Theaterschauspieler und Rezitator (* 1840)
- 21. September: John Albert Johnson, US-amerikanischer Politiker (* 1861)
- 23. September: Ernst aus’m Weerth, deutscher Historiker und Archäologe (* 1829)
- 25. September: Charles J. Bell, US-amerikanischer Politiker (* 1845)
- 26. September: Anton Dohrn, deutscher Zoologe (* 1840)
- 28. September: Friedrich Colin, deutscher Kaufmann (* 1844)
- 01. Oktober: Sallie Shearer, US-amerikanische Bordellbetreiberin (* 1848)
- 05. Oktober: Agneta Matthes, niederländische Unternehmerin (* 1847)

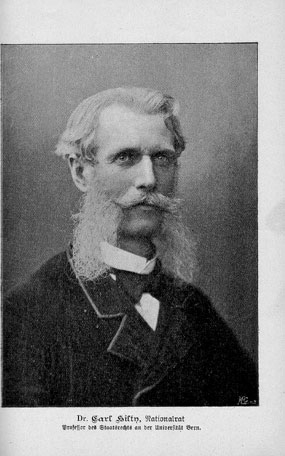
Carl Hilty

- 12. Oktober: Carl Hilty, Schweizer Philosoph und Staatsrechtler (* 1833)
- 13. Oktober: Francesc Ferrer i Guàrdia, spanischer Pädagoge (* 1859)
- 14. Oktober: Gottfred Matthison-Hansen, dänischer Komponist (* 1832)
- 16. Oktober: Jakub Bart-Ćišinski, sorbischer Dichter (* 1856)
- 16. Oktober: Ferdinand Hidber, Schweizer Schullehrer, Verleger und Politiker (* 1863)
- 17. Oktober: Nicola Spinelli, italienischer Komponist, Pianist und Dirigent (* 1865)
- 19. Oktober: Cesare Lombroso, italienischer Professor der gerichtlichen Medizin und Psychiatrie (* 1835)
- 21. Oktober: Martin N. Johnson, US-amerikanischer Politiker (* 1850)
- 21. Oktober: George Augustus Graham, schottischer Offizier und Kynologe (* 1833)
- 26. Oktober: Hirobumi Ito, japanischer Premierminister (* 1841)
- 27. Oktober: Alfredo Valenzuela Puelma, chilenischer Maler (* 1856)
- 30. Oktober: Leopold Sonnemann, Journalist und Verleger (* 1831)

### November/Dezember
- 02. November: Wilhelm Ahlwardt, deutscher Orientalist und Hochschullehrer (* 1828)
- 02. November: Johann Wilhelm Anton Albrecht Müller deutscher Pathologe (* 1832)
- 05. November: Ove Christensen, dänischer Komponist, Geiger und Pianist (* 1856)
- 06. November: Franziska Speyer, deutsche Stifterin und Mäzenin (* 1844)
- 08. November: Charles Bordes, französischer Komponist und Musikpädagoge (* 1863)
- 16. November: Francis Thomé, französischer Komponist (* 1850)
- 26. November: Theodor Reuter, Königlich Preußischer Schuldirektor (* 1838)
- 27. November: Otto Georg Oppenheim, deutscher Jurist und Obertribunalrat (* 1817)
- 27. November: Ludwig von Oppenheimer, österreichischer Großgrundbesitzer und Politiker (* 1843)
- 02. Dezember: Rudolf Achleitner, österreichischer Kapellmeister und Komponist (* 1864)
- 09. Dezember: Domingo Vásquez, Präsident von Honduras (* 1846)
- 10. Dezember: Red Cloud, Häuptling der Lakota-Indianer (* 1822)
- 13. Dezember: Innokenti Fjodorowitsch Annenski, russischer Dichter, Literaturkritiker, Dramatiker und Übersetzer (* 1855)
- 15. Dezember: Emil Strub, Schweizer Konstrukteur, Ingenieur, Bahnbauer und Erfinder (* 1858)
- 15. Dezember: Francisco Tárrega (y Eixa), spanischer Gitarrist und Komponist (* 1852)
- 16. Dezember: Ludwig Friedländer, deutscher Altphilologe (* 1824)
- 16. Dezember: Adelheid von Löwenstein-Wertheim-Rosenberg, deutsche Prinzessin, Ehefrau von König Michael I. von Portugal (* 1831)
- 16. Dezember: Lina Morgenstern, deutsche Schriftstellerin, Frauenrechtlerin und Sozialaktivistin (* 1830)

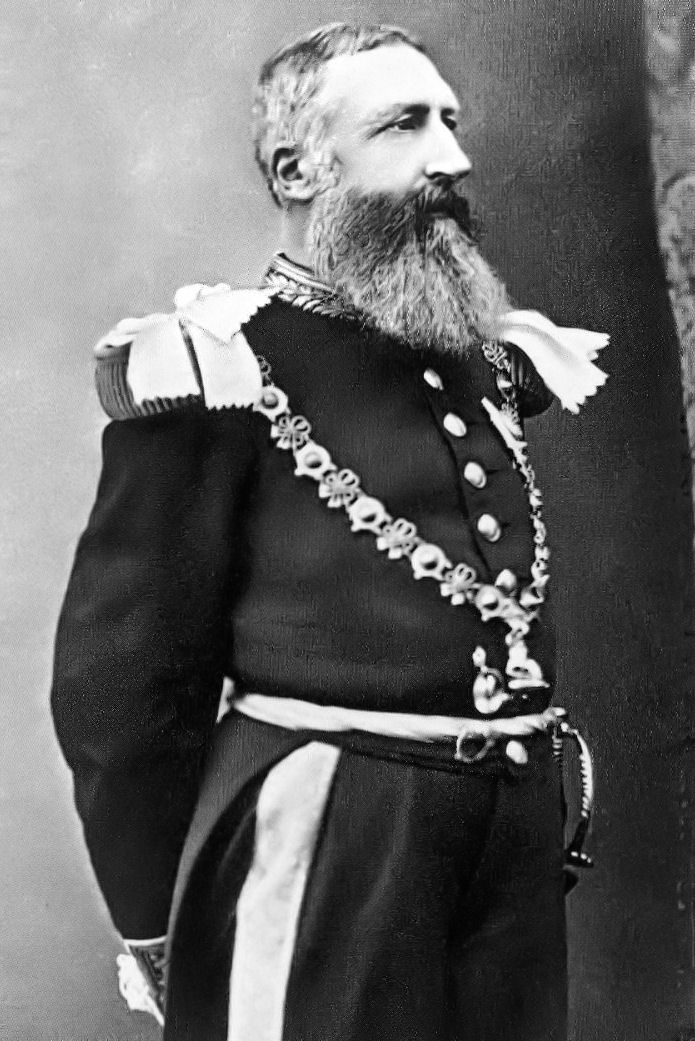
Leopold II.

- 17. Dezember: Leopold II., König der Belgier und Privateigentümer des Kongo-Freistaates (* 1835)
- 17. Dezember: Matthäus Much, österreichischer Denkmalpfleger und Archäologe (* 1832)
- 17. Dezember: Nicolaas Wilhelm Pieter Rauwenhoff, niederländischer Biologe (* 1826)
- 18. Dezember: Florian Kindle, liechtensteinischer Komponist und Priester (* 1838)
- 20. Dezember: William A. Harris, US-amerikanischer Politiker (* 1841)
- 22. Dezember: Anselm J. McLaurin, US-amerikanischer Politiker (* 1848)
- 23. Dezember: Claudio Rebagliati, Komponist, Geiger, Dirigent und Musikpädagoge (* 1843)
- 24. Dezember: Ernst von Mendelssohn-Bartholdy, deutscher Privatbankier (* 1846)
- 26. Dezember: Frederic Remington, US-amerikanischer Maler und Bildhauer (* 1861)

### Genaues Todesdatum unbekannt
- Cesare Rossi, italienischer Komponist (* 1842)